# Porto
Pour les articles homonymes, voir Porto (homonymie).
« Oporto » redirige ici. Pour les autres significations, voir Oporto (homonymie).
Porto est une ville du Portugal de 231 500 habitants (chiffres 2023) et environ 1,2 million pour le Grand Porto (chiffres 2011). L'aire urbaine de Porto, quant à elle, compte près de 1,8 million d'habitants, ce qui en fait la seconde agglomération du pays après Lisbonne. Les deux villes ont souvent été en rivalité par le passé. Elle est la capitale de la région Nord.
Elle est connue pour la commercialisation du vin de Porto, ses monuments et ses ponts sur le fleuve Douro. Porto, par son histoire de négoce du vin avec le Royaume-Uni, semble avoir été influencée par ce pays et par une activité commerciale importante. Un adage évoque le caractère des différentes villes portugaises : « Pendant que Lisbonne se fait belle, Coïmbre étudie, Braga prie et Porto travaille ».
Les habitants de Porto sont appelés Portuenses (en français : « Portuans »). La spécialité locale est les tripes à la mode de Porto : les Tripeiros. Les Portistas sont les supporters du plus grand club de football de la ville, le FC Porto.

## Géographie

### Situation géographique
Située dans le Nord du Portugal sur la façade atlantique et sur le rio Douro, Porto est la capitale de la région Nord, sous-région Grand Porto, district de Porto et la grande aire métropolitaine de Porto (GAM). La GAM de Porto inclut, entre autres, les municipalités de Vila Nova de Gaia, Matosinhos, Maia, Espinho, Santa Maria da Feira, Arouca, São João da Madeira, Vila do Conde, Póvoa de Varzim, Valongo, Gondomar.

### Topographie
La ville est bâtie sur des collines le long de la rive droite du fleuve Douro. Elle est située en face de Vila Nova de Gaia : les deux villes sont séparées par le fleuve et reliées par le Pont Dom-Luís.

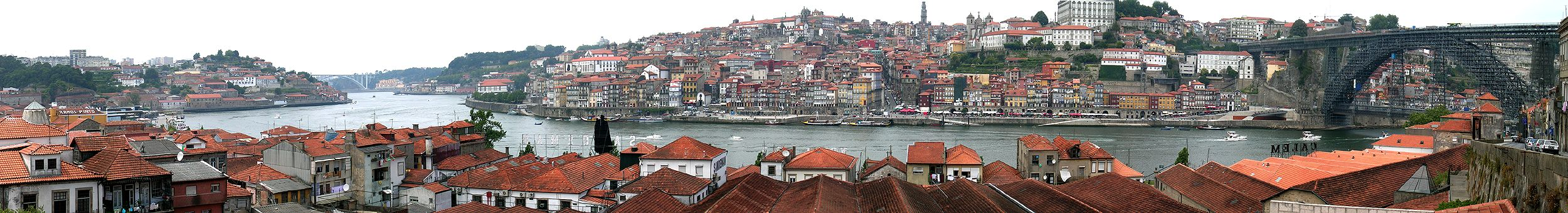
Le centre historique de Porto et le fleuve Douro.

### Climat
La ville de Porto possède un climat supraméditerranéen de type Csb à influence océanique : relativement humide toute l'année mais également ensoleillé en été. D'après Köppen, les étés ne sont pas suffisamment chauds (une moyenne à Porto d'environ 19 °C) pour que le climat de Porto puisse être catalogué comme méditerranéen de type Csa (valeur minimale requise de 22 °C) comme à Lisbonne par exemple. Les hivers sont doux et pluvieux et les étés agréables et assez secs. La température moyenne à Porto est de 14,2 °C. La température maximale a été de 40 °C et la température minimale de −5 °C. En raison de sa position près de l'océan, Porto reçoit plus de précipitations que l'intérieur du pays, entre 1 100 mm et 1 200 mm par an, répartis sur 90 jours de l'année. Les mois les plus pluvieux sont décembre et janvier, avec chacun onze jours de pluie, alors qu'en août il y a deux jours de pluie.
| Mois                              | jan. | fév. | mars | avril | mai  | juin | jui. | août | sep. | oct. | nov. | déc. |
| --------------------------------- | ---- | ---- | ---- | ----- | ---- | ---- | ---- | ---- | ---- | ---- | ---- | ---- |
| Température minimale moyenne (°C) | 5,2  | 5,9  | 7,8  | 9,1   | 11,6 | 14,5 | 16   | 16,2 | 14,7 | 12,2 | 8,9  | 7    |
| Température maximale moyenne (°C) | 13,8 | 15   | 17,4 | 18,1  | 20,1 | 23,5 | 25,3 | 25,7 | 24,1 | 20,7 | 17,1 | 14,4 |

L'amplitude est faible : de 4 à 25 °C. L'ensoleillement est de 2 500 heures (environ) par an.
La température descend rarement en dessous de 0 °C en hiver, mais peut dépasser 30 °C en été.

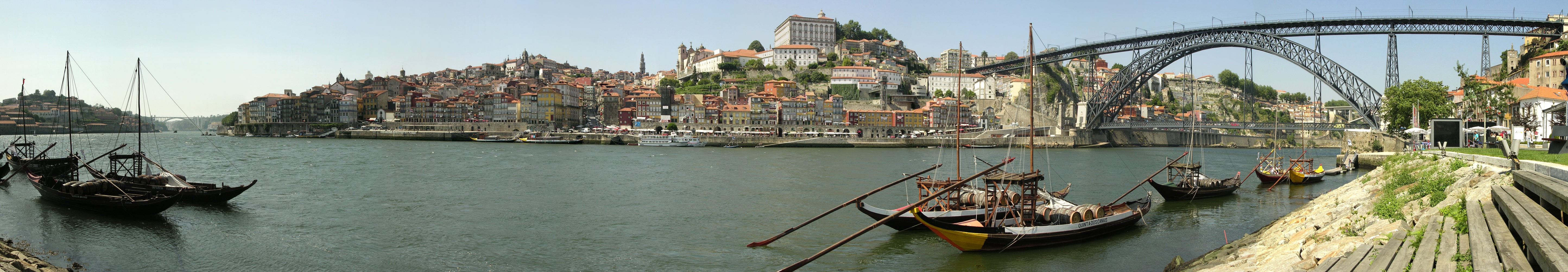
Porto, Le Douro et le pont Dom-Luis.

## Toponymie
Les Romains ont d'abord baptisé le lieu Portus, le « port », au Ier siècle av. J.-C..
Porto a pour surnoms Cidade Invicta (« la ville invaincue ») et Capital do Norte (capitale du Nord). Elle a donné son nom au Portugal. Auparavant Porto s'appelait Portus, elle était la capitale du « Condado Portucalense », ou « Portucale ».

## Histoire

### Antiquité
Des traces d'occupation humaine remontant au VIIIe siècle av. J.-C. ont été découvertes à l'embouchure du fleuve Douro : il s'agissait d'un comptoir phénicien.
Selon la légende, Cale, l'un des argonautes de la mythologie grecque, arrive sur le site de l'embouchure du Douro et fonde la ville. Mais le choix du site n'est pas approprié à la navigation.
Les Romains déplacent la ville sur la rive droite, pour y construire un port, nommé Portus Cale. Saint Fabrice, un des premiers évêques de la ville est resté connu pour son martyre dans la ville de Tolède aux côtés de saint Philibert au IIIe siècle.
Dès le Ve siècle, la ville est un centre administratif et commercial majeur.

### Moyen Âge

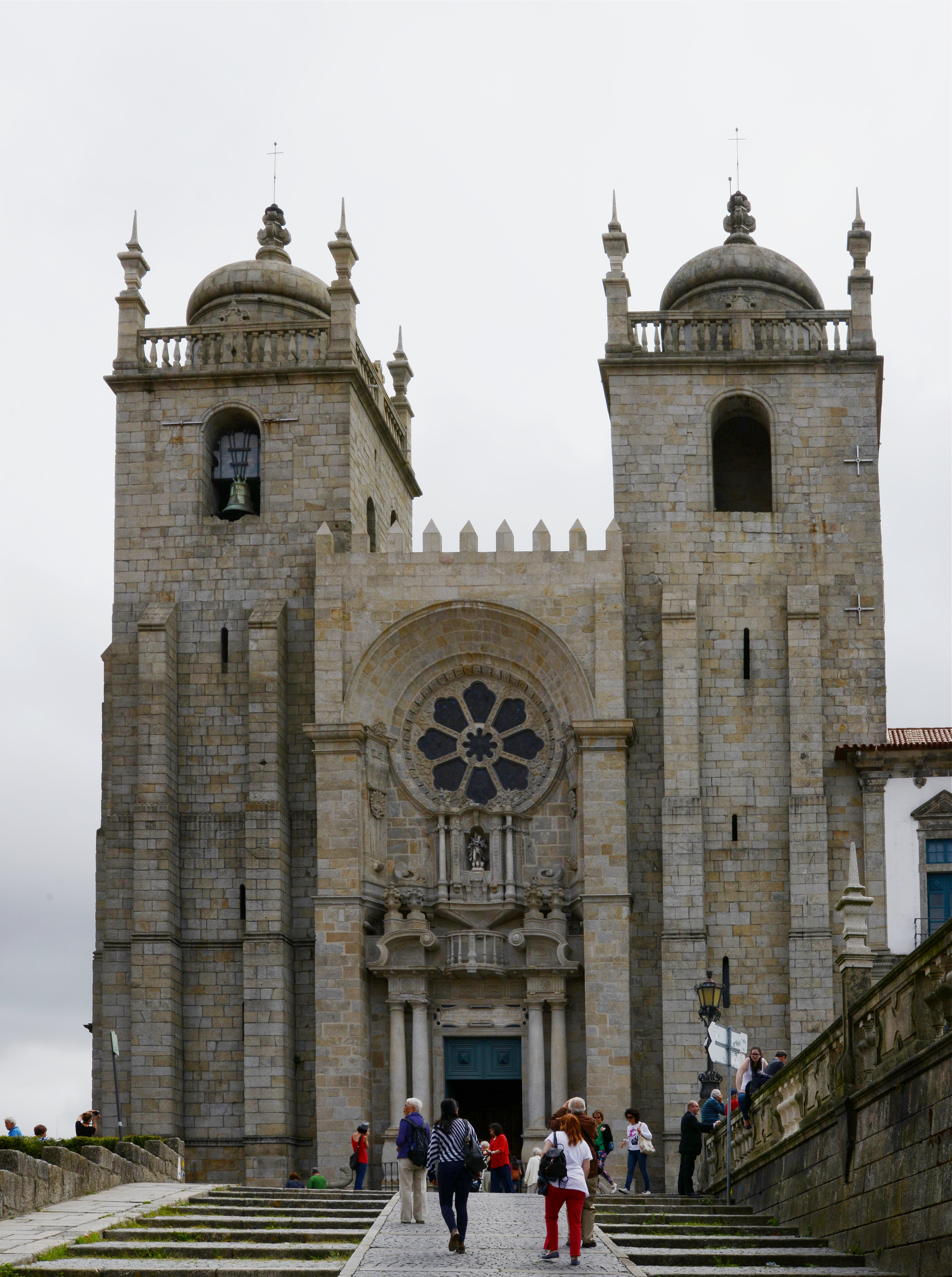
La cathédrale de Porto, une église forteresse du XIIe siècle située dans le centre historique.

Durant les siècles qui suivent la chute de l'Empire romain, la ville connaît plusieurs invasions, notamment par les Suèves, les Wisigoths, les Normands et les Maures. En 858, Porto est pillée par le chef viking Hasting.
Vímara Peres prend la ville aux musulmans en 868 devenant ainsi le premier comte d'une seigneurie féodale qui s'appellera « Portugal » à partir de l'ancien nom de cette localité (Portus cale ou Porto de Cale). Le comté de Portugal va du Minho au Douro. Porto fait partie du royaume de León depuis le début du XIe siècle. En 1096, Alphonse VI de León l'octroie à sa fille naturelle Thérèse, mariée avec Henri de Bourgogne. Leur fils, Alphonse Henri, est le premier souverain portugais.
Le XIVe siècle voit la ville se ceindre de murs d'enceinte massifs en pierre qui protègent la ville médiévale, d'une part, et la zone portuaire, d'autre part. Le centre historique est ainsi protégé par les murailles dites « fernandines », du nom de Dom Fernando sous le règne duquel elles ont été achevées en 1376.
En 1415, sous l'égide d'Henri le Navigateur, un des illustres fils de la ville, une importante expédition est mise sur pied pour la prise de Ceuta. La ville de Porto, chargée de l'approvisionnement de la flotte royale, est alors lourdement mise à contribution et doit se démunir de la plupart de ses vivres. Après le départ des soldats, les habitants doivent se contenter des aliments restants, soit les tripes et les abats, difficiles à conserver lors de campagnes militaires. C'est ainsi que par la suite le qualificatif de tripeiros (mangeurs de tripes) est utilisé pour désigner les habitants de Porto.[réf. nécessaire]

### Époque moderne

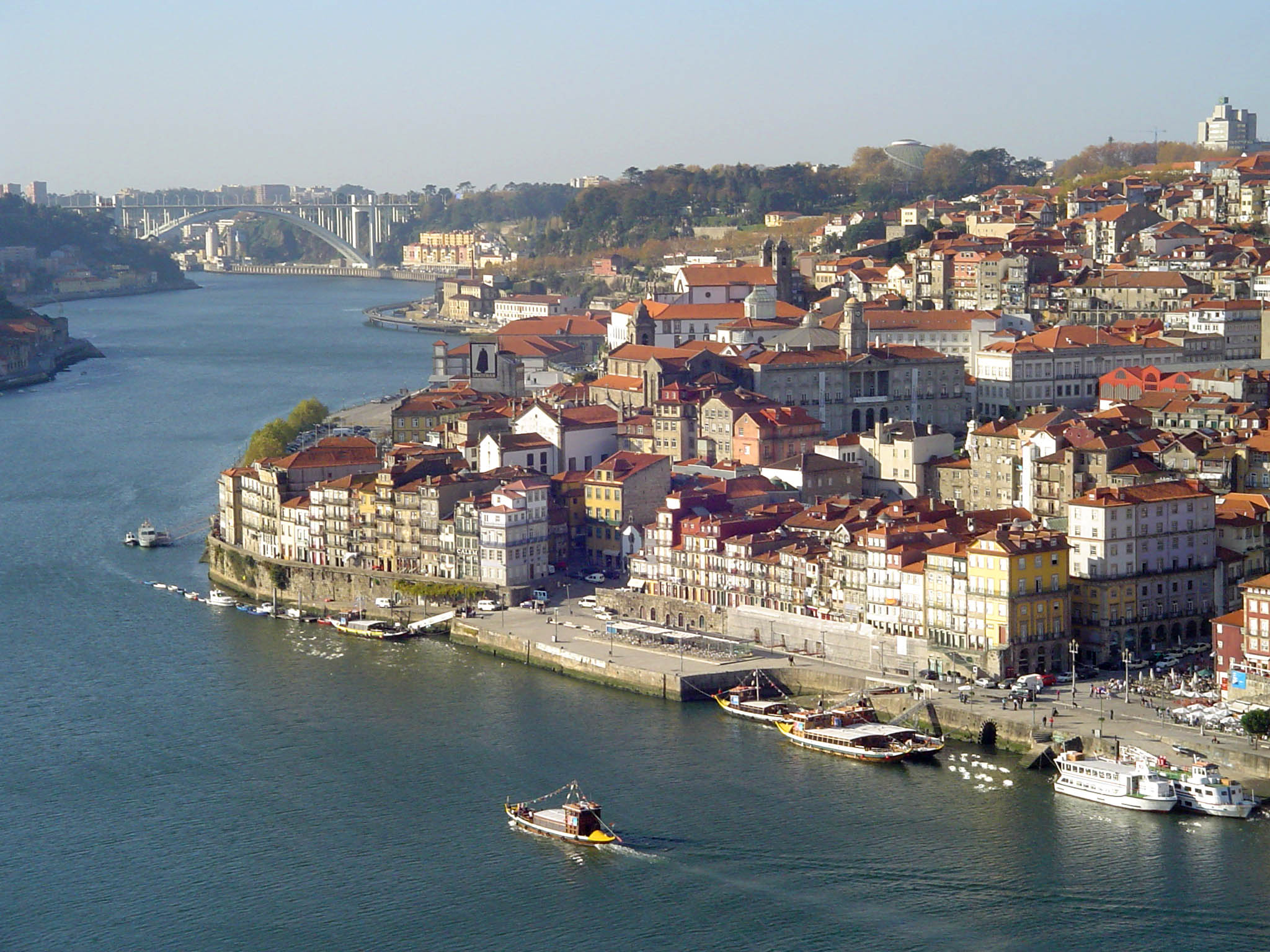
Quartier Ribeira.

Le 24 octobre 1580, l'armée espagnole commandée par Sancho d'Avila s'empare de la ville, chassant les derniers partisans d'Antoine de Crato, prétendant au trône du Portugal lors de la crise de succession portugaise qui s'est terminée par la venue sur le trône de Philippe II d'Espagne.
Pendant les guerres napoléoniennes, les Portugais tentent sans succès de résister à l'attaque des Français sur la ville en mars 1809. Les envahisseurs y sont définitivement chassés par une contre-attaque Anglo-portugaise en mai 1809.

## Urbanisme

### Morphologie urbaine

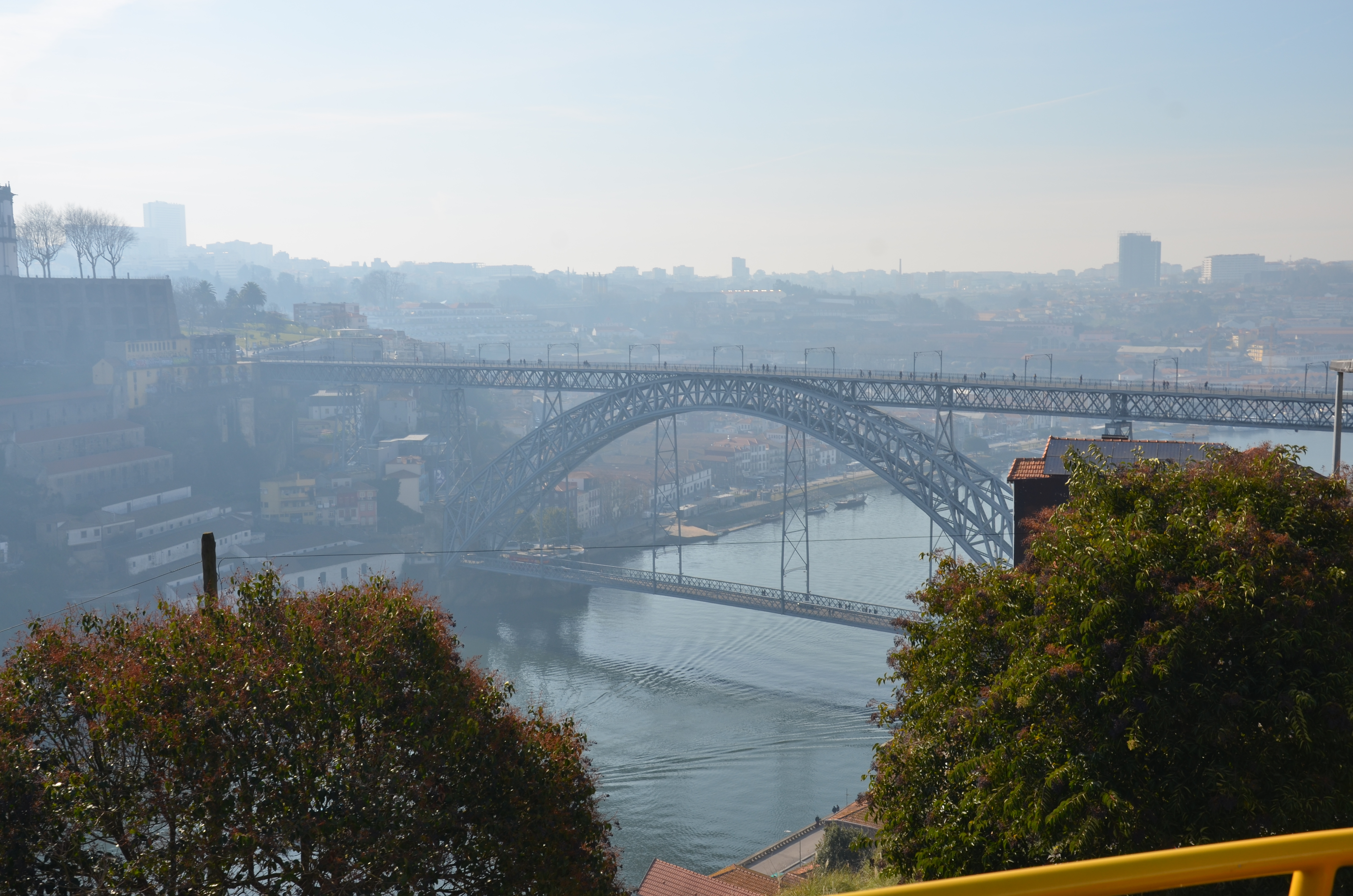
Le pont Dom-Luís.

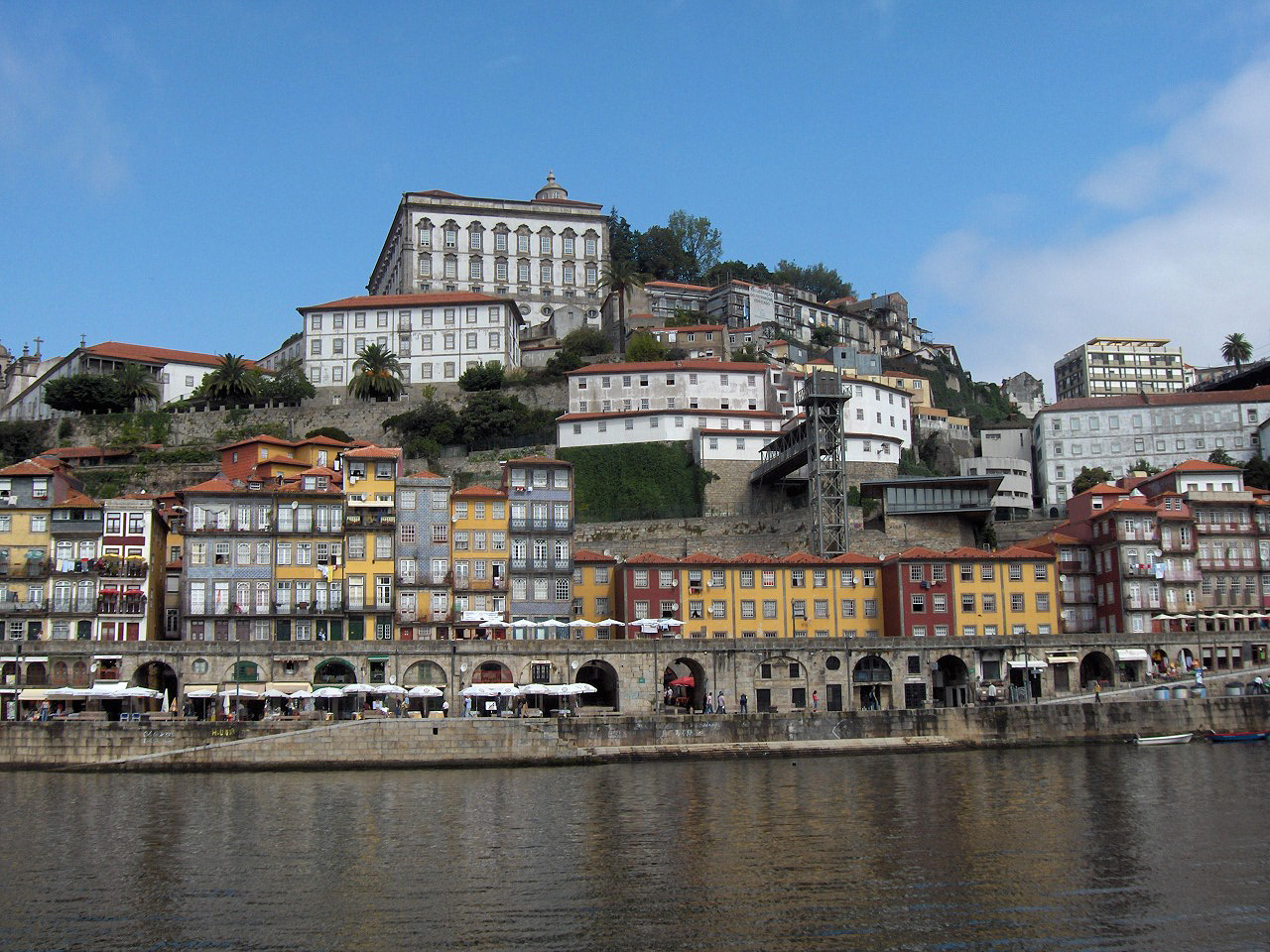
Quartier Ribeira et le fleuve Douro.

Le centre historique de Porto est situé à l'intérieur des murailles fernandines ; il est encore largement organisé selon le tissu urbain médiéval et certaines de ses parties conservent des caractéristiques issues du Moyen Âge. Des monuments plus récents y ont été bâtis au fil des siècles, dont des édifices religieux variés, mais également des édifices publics renommés, tels que le théâtre São João, le Palácio da Bolsa ou la gare de São Bento.
Le centre historique de Porto est classé monument national depuis 2001 ; il est également inscrit sur la liste du patrimoine mondial par l'Unesco depuis 1996.
Le pont Dom-Luís de type métallique « Eiffel » enjambe le Douro et relie Porto (rive droite du Douro) à Vila Nova de Gaia (rive gauche).

#### Quartiers (Paroisses)

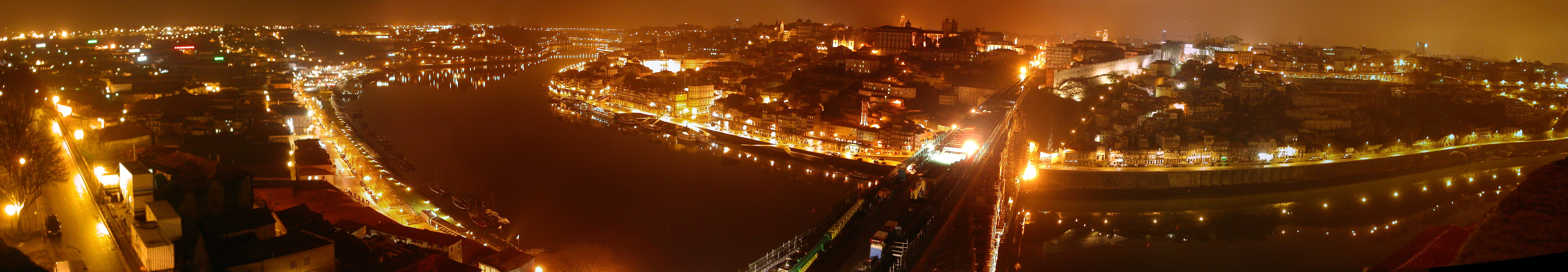
La ville de Porto de nuit.

Quartiers de Porto (Freguesias) :
- Aldoar
- Bonfim
- Campanhã
- Cedofeita
- Foz do Douro
- Lordelo do Ouro
- Massarelos
- Miragaia
- Nevogilde
- Paranhos
- Ramalde
- Ribeira
- Santo Ildefonso
- São Nicolau
- Sé
- Vitória

## Voies de communication et transports

### Transports en commun

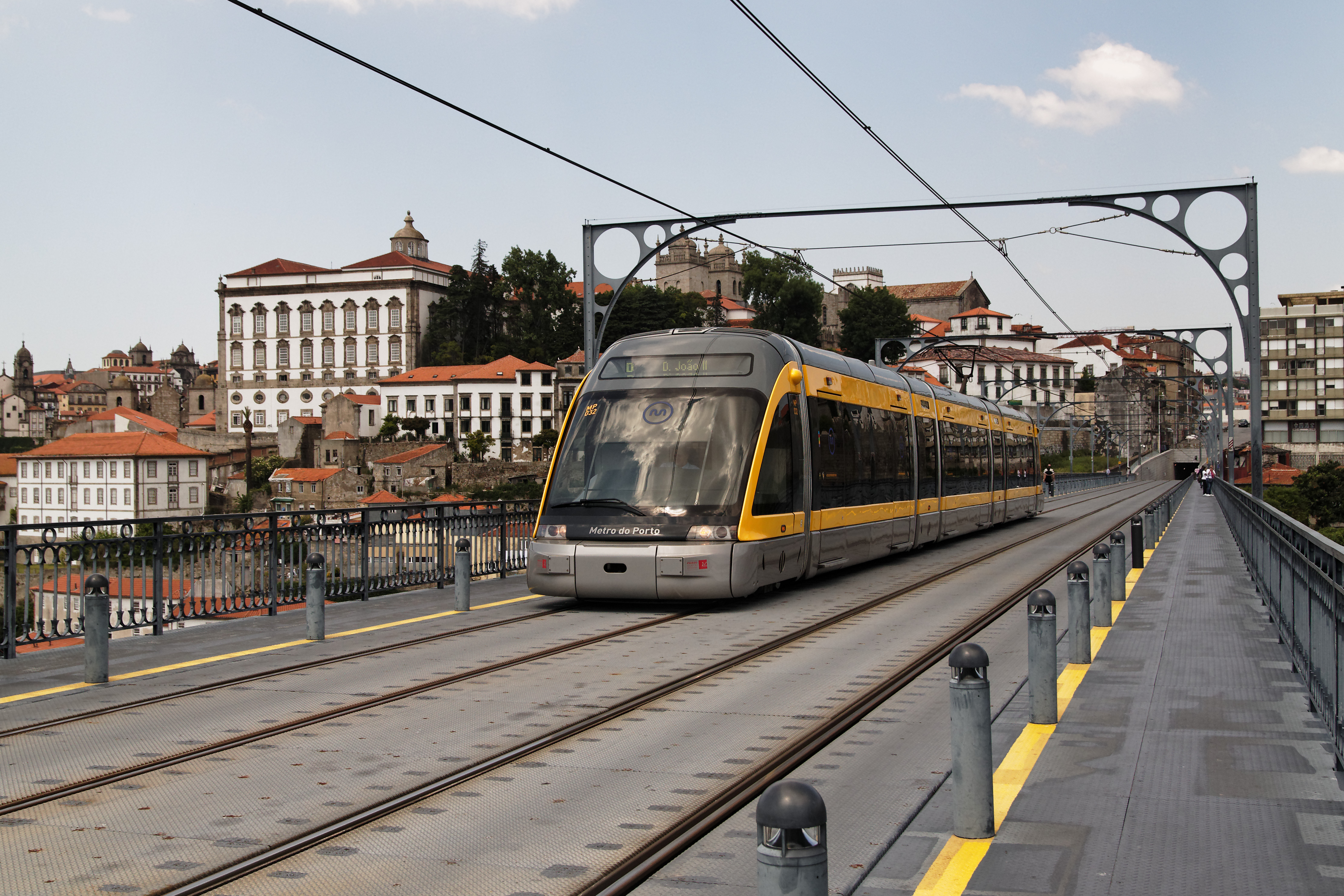
Métro de Porto.

La ville est desservie par six lignes de métro léger : les lignes A, B et C parcourent la ville d'ouest en est. La ligne D (universitaire) parcourt la ville du nord vers le sud (Vila Nova de Gaia). La ligne E relie l'aéroport Francisco Sá Carneiro au reste du réseau. La plus récente des lignes, la ligne F ou Linha de Gondomar, relie les communes environnantes de la GAM au centre-ville.

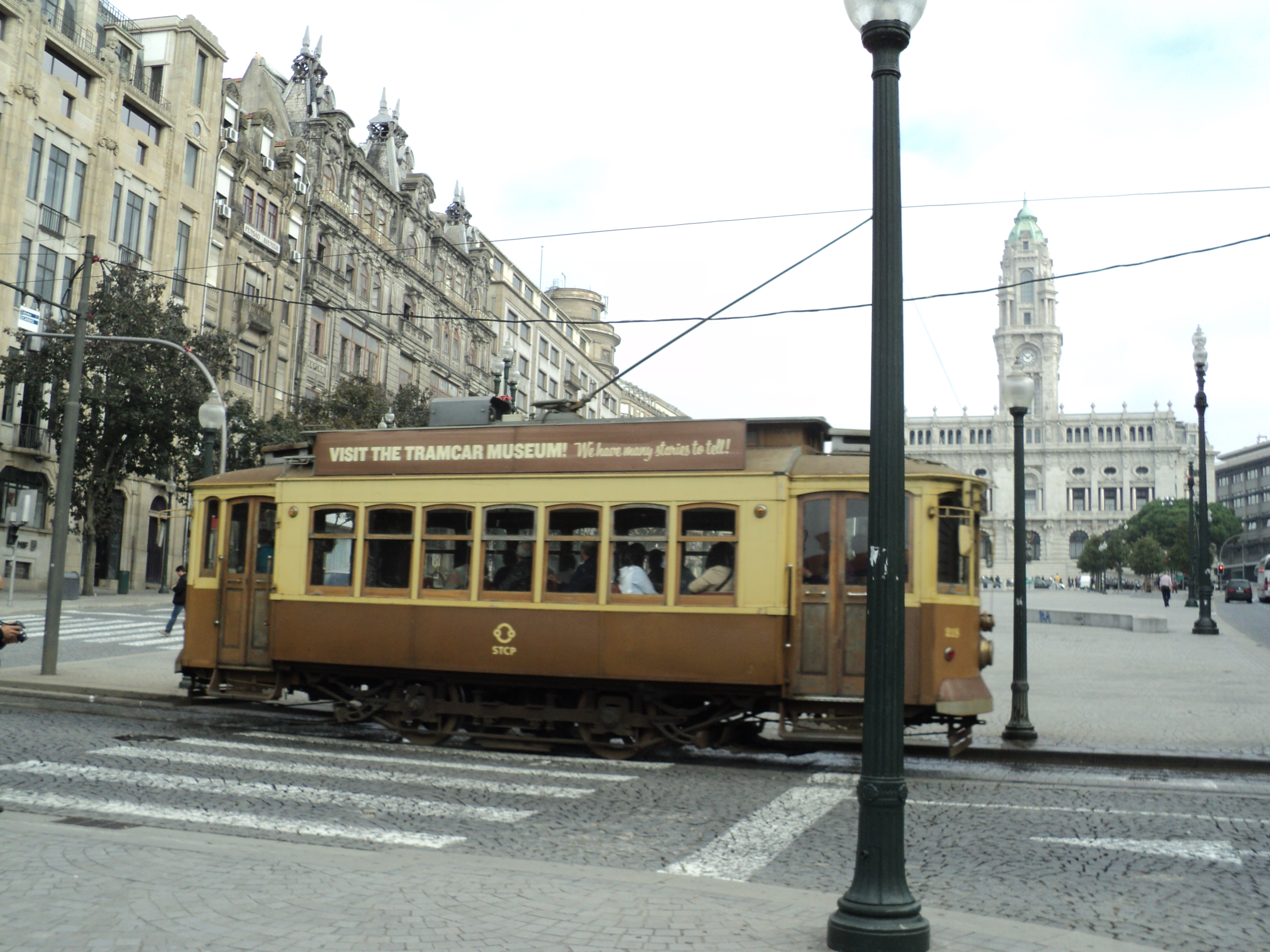
Tramway ancien de Porto.

La ligne de tramway appelée Eléctrico 1, ancienne ligne 1 et 1 barré, parcourt toute la côte du Douro et ainsi que le centre-ville de Porto. On y trouve également une ligne de funiculaire.
Les transports en commun de la ville sont gérés par la Sociedade de Transportes Colectivos do Porto (STCP).
- Elevador da Ribeira ou Elevador da Lada, ascenseur vertical public entre le quartier de Ribeira (Largo dos Arcos da Ribeira, 66, près du pont Dom Luís I) au milieu de la pente de Barredo.
- Funiculaire dos Guindais

### Transports aériens

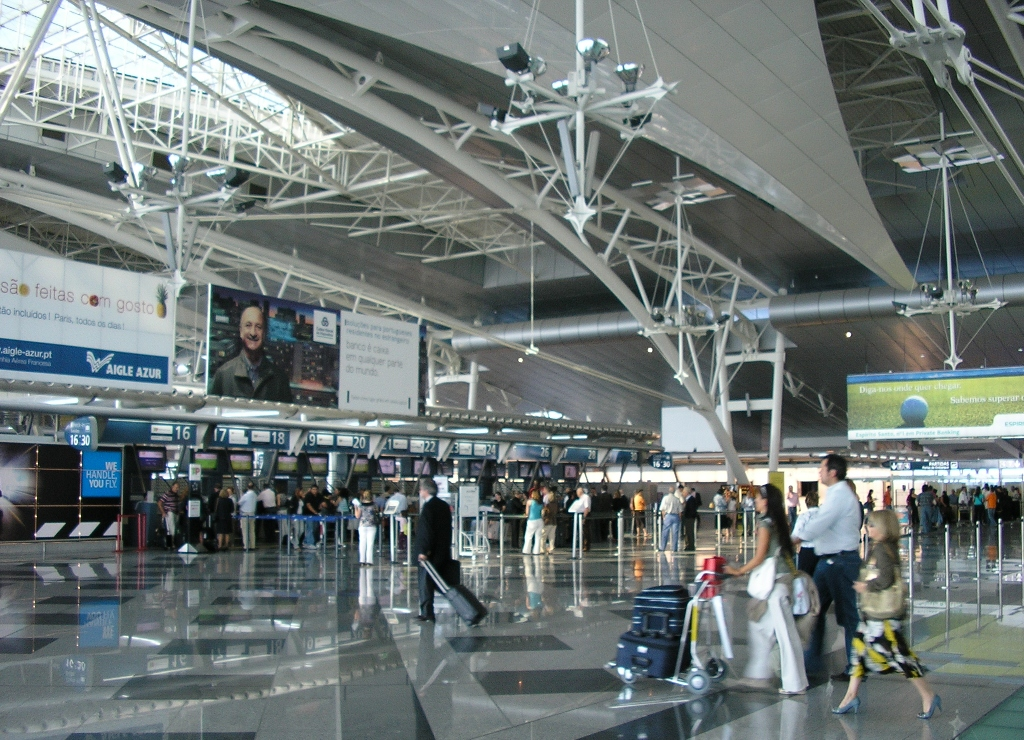
L'aéroport Francisco Sá Carneiro.

Ouvert en 1945, l'Aéroport de Porto-Francisco Sá-Carneiro est situé à 11 km au nord du centre-ville. Son code est OPO (en référence au nom de la ville en anglais et en espagnol : Oporto). Il est géré par l'entreprise Aeroportos de Portugal.
En mars 2017, il est nommé « meilleur aéroport d'Europe » par le Conseil international des aéroports dans la catégorie 5 à 15 millions de passagers par an des ASQ Awards (en) (Airport Service Quality Award).

### Transports routiers
Porto est un important carrefour autoroutier. La ville elle-même est ceinturée par deux autoroutes périphériques :
- la Rocade interne de Porto (en portugais : Vía de Cintura Interna, abrégée VCI) : une autoroute urbaine qui ceinture la zone centrale des noyaux urbains de Porto et Vila Nova de Gaia sur une longueur totale de 21 km ; elle est formée par l'A20 au nord et à l'est, par l'IC23 au sud et par les autoroutes A1 et A28 à l'ouest ;
- la Circulaire régionale extérieure de Porto (CREP) : une autoroute périphérique qui ceinture l'agglomération au nord, à l'est et au sud. Cette autoroute à 2x3 voies est longue de 62 km ; la vitesse y est limitée à 90 km/h. À l'ouest, l'A41 est complétée par des sections des autoroutes A1, A28 et A29 et se confond en grande partie avec la rocade interne.

Ces deux périphériques autoroutiers donnent accès aux autoroutes 
- au nord, en direction de Viana do Castelo et du nord du pays par la côte atlantique ;
- au nord-est, en direction de Braga, du nord du Portugal et de l'Espagne ;
- à l'est en direction de Bragance, du nord-est du Portugal et de la frontière espagnole par Quintanilha ;
- au sud, en direction du centre du Portugal et de Lisbonne ;
- au sud, en direction d'Espinho, parallèlement à l'A1.

### Transports ferroviaires

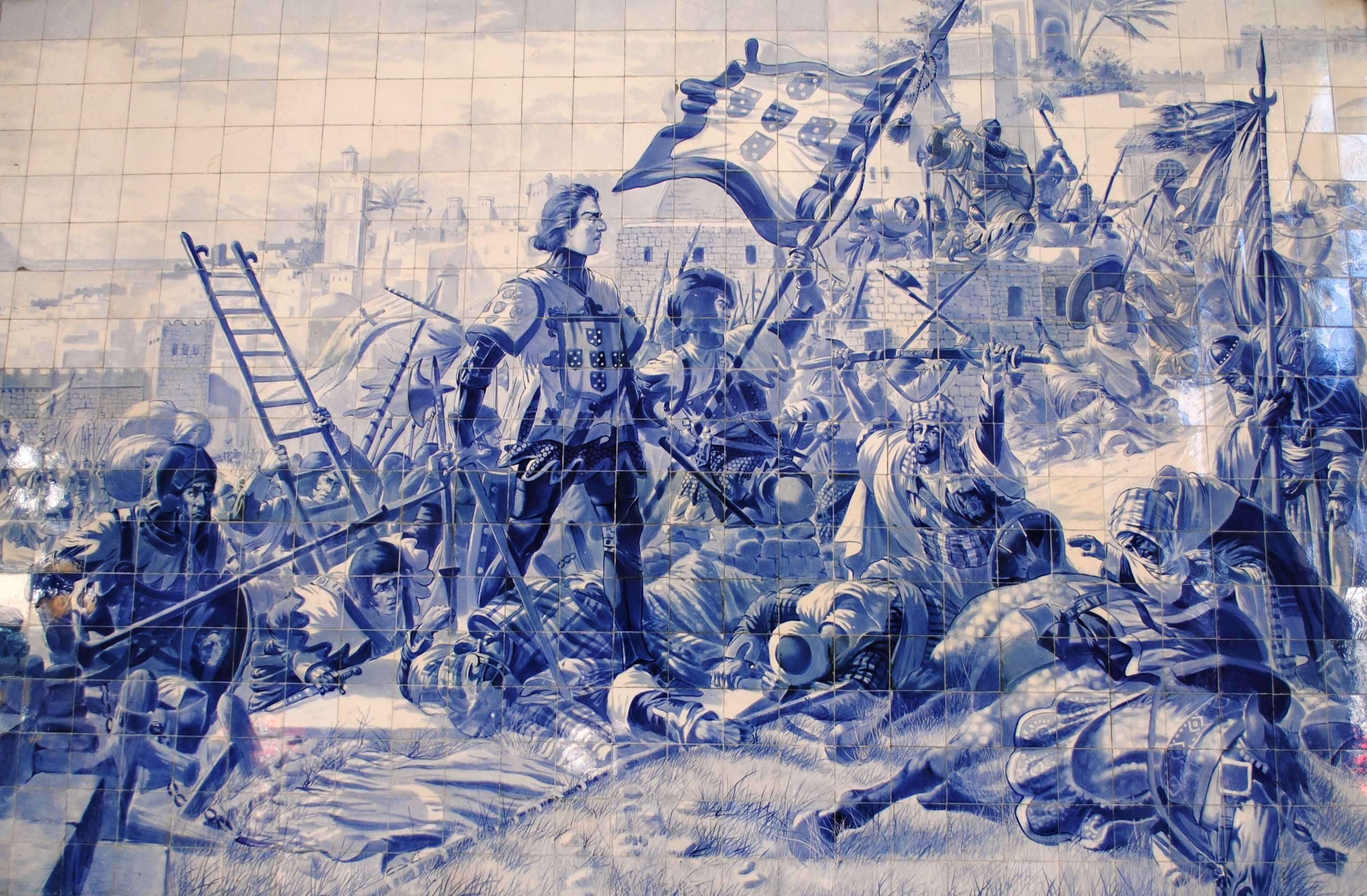
Azulejos de la gare de São Bento : Henri le Navigateur à la conquête de Ceuta.

La gare historique de Porto est la gare de Porto-São Bento, en service depuis la fin du XIXe siècle, dont les murs du hall sont couverts d'azulejos.
- Gares ferroviaires de Porto (pt)

La gare principale de Porto-Campanhã, d'où partent la majorité des lignes urbaines et celles de l'Alfa Pendular en direction de Lisbonne, est située dans le quartier du même nom à l'est du centre de Porto et de la gare de São-Bento.

## Économie

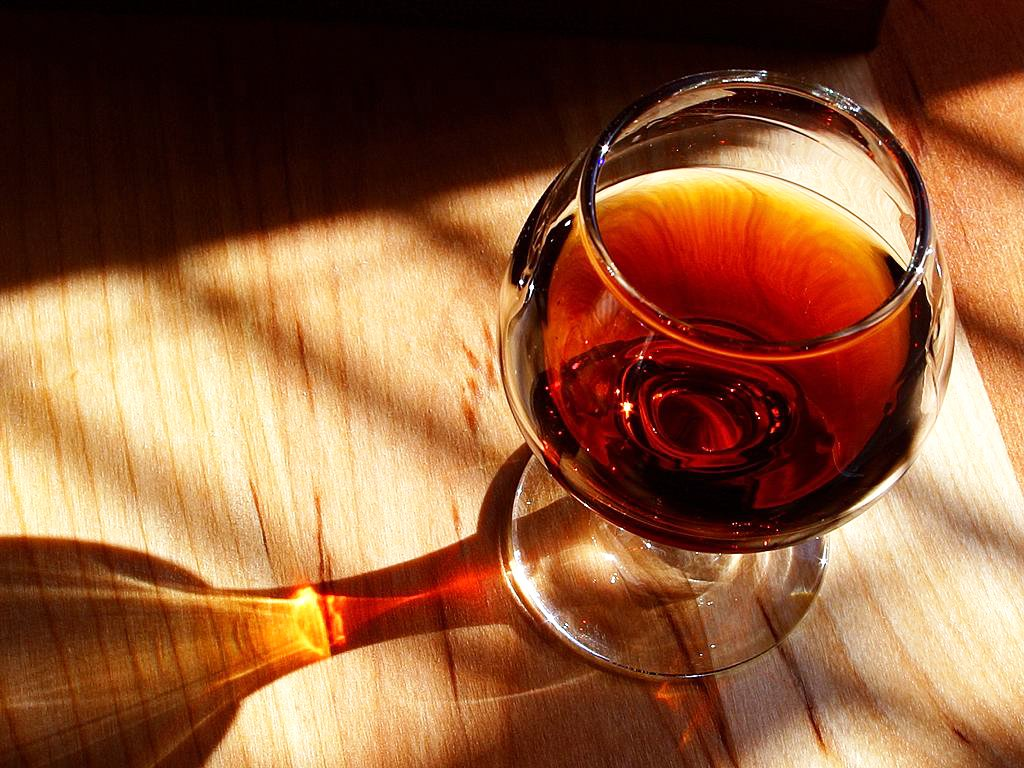
Vin de Porto.

Le Portugal comme le porto (Vinho do Porto), tirent leur nom de la ville, « port » tourné vers le Douro et d'où est commercialisé le vin dit « de Porto » qui est une appellation contrôlée et très protégée par le Portugal, et ce depuis des siècles (le porto est connu depuis la fin du Moyen Âge puis la période 1700, notamment à la suite des échanges commerciaux avec l'Angleterre).
Vila Nova de Gaia (rive gauche du fleuve Douro, en face de la ville de Porto) est la ville où est stocké et mis en bouteille le vin de Porto. Des visites et dégustations de vin y ont lieu dans des caves.

### Entreprises et commerces

#### Entreprises
Les industries textiles (coton), métallurgiques (fonderies), chimiques (pneumatiques), alimentaires (conserveries), du cuir, de la céramique ainsi que l'artisanat (orfèvrerie de Gondomar, à 7 km) constituent l'essentiel de l'activité de Porto.
La création du port de Leixões, doublant le port du Douro qui souffrait de l'ensablement périodique du fleuve, a offert un remarquable débouché aux productions industrielles.

#### Commerces

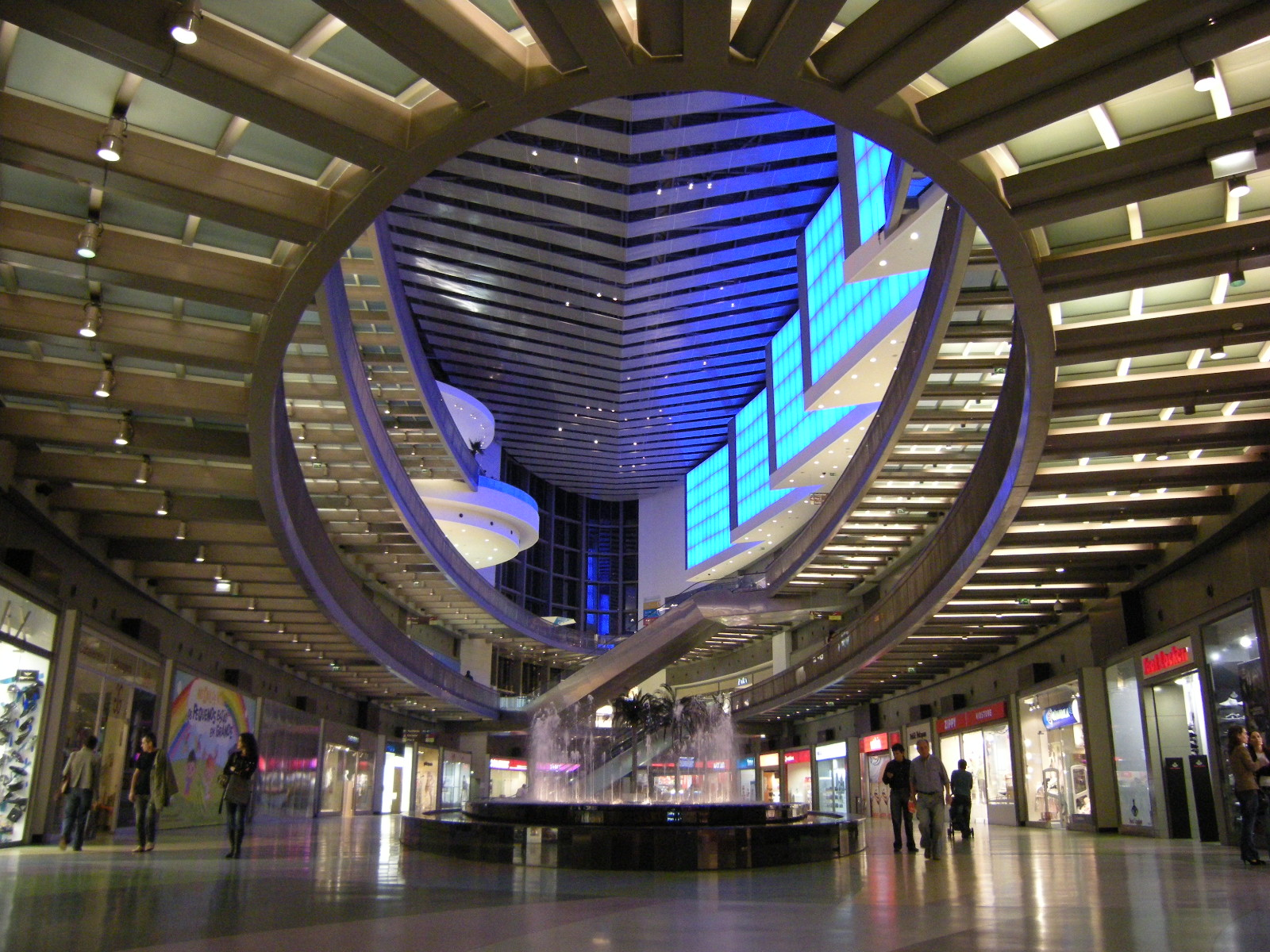
La galerie marchande du centre commercial Alameda Shop&Spot.

La ville de Porto est dotée de nombreux centres commerciaux :
Elle concentre un important pouvoir d'achat, semblable aux grandes capitales mondiales.
- Alameda Shop&Spot ;
- Centre commercial Brasilia ;
- Centro Comercial de Cedofeita (Porto) (pt) ;
- Norte Shopping (Senhora da Hora, Matosinhos) ,plus Grand de la ville
- Shopping Cidade do Porto (pt) (Boavista, Porto) ;
- Peninsula Boutique Center (Boavista, Porto) ;
- Via Catarina (Baixa, Porto) ;
- Mar Shopping (Leça da Palmeira, Matosinhos) ;
- Arrabida Shopping (Arrábida, Vila Nova de Gaia) ;
- GaiaShopping (Vila Nova de Gaia) ;
- Parque Nascente (Rio Tinto) ;
- El Corte Inglés (Mafamude, Vila Nova de Gaia) , prévision d'ouverture d'un second centre dans le quartier chic de Boavista.
- Aviz (quartier de Aldoar) (Shopping de luxe) (Bijoutiers haut de gamme, Tailleurs masculins...) ;
- Avenida da Boavista, quartier de Cedofeita (Shopping Haut de Gamme)) ;
- centre-ville, Rua Santa Catarina, Rua do 31 de Janeiro, Passeio dos Clérigos, Centro Bombarda ... ;
- quartier de Foz do Douro.
- Avenida dos Aliados (Shopping de Luxe) (Ermenegildo Zegna, Burberry, Tod's, Valentino et autres Bijoutiers David Rosas, Rolex)

## Politique et administration

### Jumelages et coopérations

#### Jumelages
La ville de Porto est jumelée avec :
| Ville | Ville                | Pays | Pays        | Période                     |
| ----- | -------------------- | ---- | ----------- | --------------------------- |
|       | Akhisar              |      | Turquie     |                             |
|       | Bordeaux,            |      | France      | depuis le 5 juin 1978       |
|       | Bristol              |      | Royaume-Uni |                             |
|       | Crotone              |      | Italie      |                             |
|       | Duruelo de la Sierra |      | Espagne     |                             |
|       | Iéna                 |      | Allemagne   | depuis le 28 novembre 1984  |
|       | Kharkiv,             |      | Ukraine     | depuis le 29 septembre 2011 |
|       | Liège,               |      | Belgique    | depuis le 29 septembre 1977 |
|       | Luanda               |      | Angola      |                             |
|       | Macao                |      | Chine       |                             |
|       | Mindelo              |      | Cap-Vert    |                             |
|       | Monterrey            |      | Mexique     |                             |
|       | Nagasaki             |      | Japon       |                             |
|       | Ndola                |      | Zambie      |                             |
|       | Recife               |      | Brésil      |                             |
|       | Rio de Janeiro       |      | Brésil      | depuis le 4 janvier 2019    |
|       | Shanghai             |      | Chine       | depuis 1995                 |
|       | Vigo                 |      | Espagne     |                             |

#### Coopérations internationales
La ville a signé également des protocoles d'accord avec :
- Canchungo (Guinée-Bissau)
- Boa Vista (Cap-Vert)
- Brno (Tchéquie)
- Klaipėda (Lituanie)

## Population et société

### Démographie
Depuis 1864, l'évolution démographique de Porto a été :
| 1864   | 1878    | 1890    | 1900    | 1911    | 1920    |
| ------ | ------- | ------- | ------- | ------- | ------- |
| 89 349 | 110 707 | 146 454 | 165 729 | 191 890 | 202 310 |

| 1930    | 1940    | 1950    | 1960    | 1970    | 1981    |
| ------- | ------- | ------- | ------- | ------- | ------- |
| 229 794 | 258 548 | 281 406 | 303 424 | 301 655 | 327 368 |

| 1991    | 2001    | 2011    | 2021    | - | - |
| ------- | ------- | ------- | ------- | - | - |
| 302 472 | 263 131 | 237 591 | 231 800 | - | - |

| Histogramme de l'évolution démographique de Porto |
|                                                   |

### Enseignement

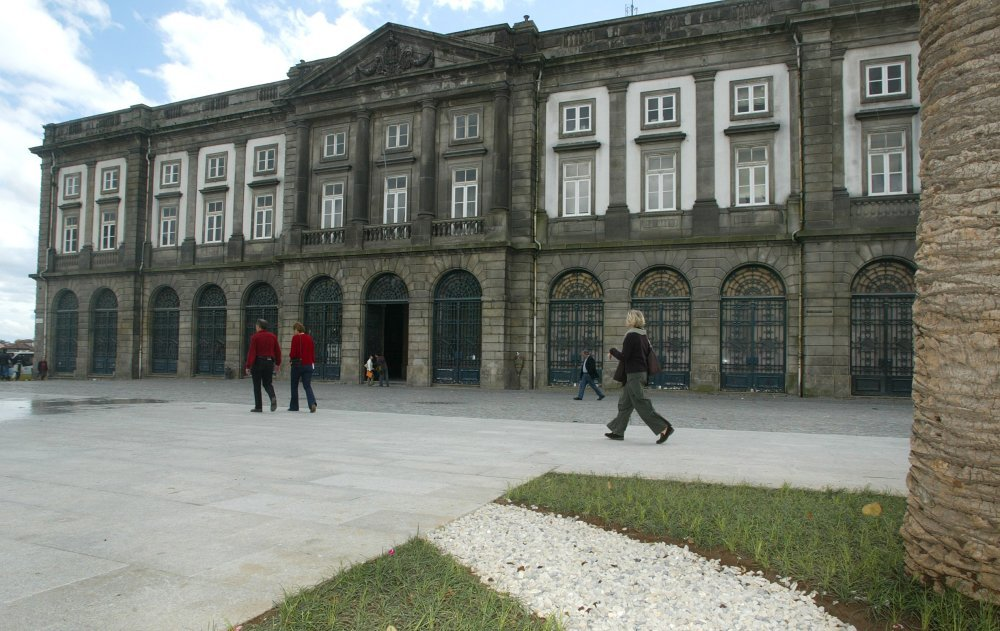
Le rectorat de l'université de Porto.

Porto est le siège de l'université de Porto, la plus grande université portugaise. En font partie les facultés d'Architecture, Lettres, Médecine, Génie, Beaux-arts, Droit, Médecine dentaire, Économie, Sciences, Psychologie, etc. Se situe également à Porto l'Instituto de Ciências Biomédicas Abel Salazar, ainsi que Instituto Superior de Engenharia do Porto. L'ancienne École des Beaux-Arts a fait place aux Faculté d'Architecture et Faculté des Beaux-Arts. Il y a également plusieurs universités privées comme le Lusíada Université de Porto, Université Portucalense et autres. L'Alliance française de Porto, créée en 2006, fait partie du réseau de l'Alliance française au Portugal.

### Manifestations culturelles et festivités
La fête patronale de la ville est le jour de la Saint-Jean, le 24 juin. Chaque année dans la nuit du 23 au 24 juin, Porto célèbre la fête de São João, une des plus importantes et populaires du nord du Portugal. Les festivités commencent dans la soirée avec des concerts, des spectacles en plein air, des danses traditionnelles et une gastronomie typique. L'un des aspects particulier de cette fête est l'usage de marteaux en plastique pour "taper" doucement sur la tête des passants dans une ambiance festive et bon enfant. Le point culminant de la fête est un grand feu d'artifice à minuit, tiré depuis le fleuve Douro. La fête se poursuit jusqu'à l'aube, souvent suivie par un bain matinal à la plage ou un pique-nique au lever du soleil. 
Depuis 2012 la ville accueille au sein du Parque da Cidade, l'édition portugaise du festival de musique "Primavera Sound".

### Sports

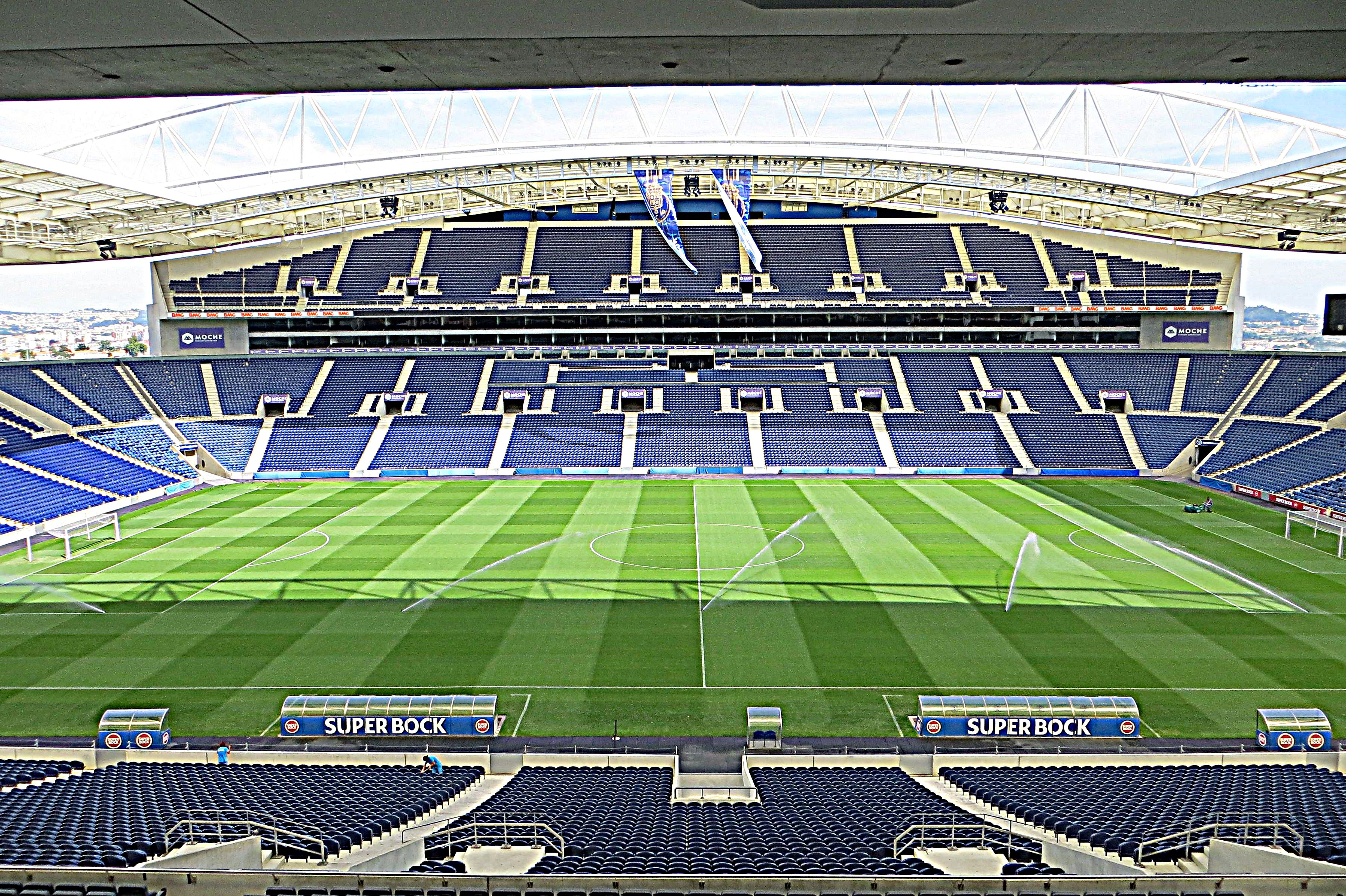
Estádio do Dragão (stade du dragon).

Comme d'autres grandes villes du Portugal, elle a accueilli l'édition 2004 du Championnat d'Europe des nations de football.
- Estádio do Dragão (stade du Dragon) (stade du FC Porto).
- Stade de Bessa XXI (stade du Boavista FC).

Au mois d'octobre de chaque année se déroule le marathon de Porto.

## Culture locale et patrimoine

### Lieux et patrimoine bâti

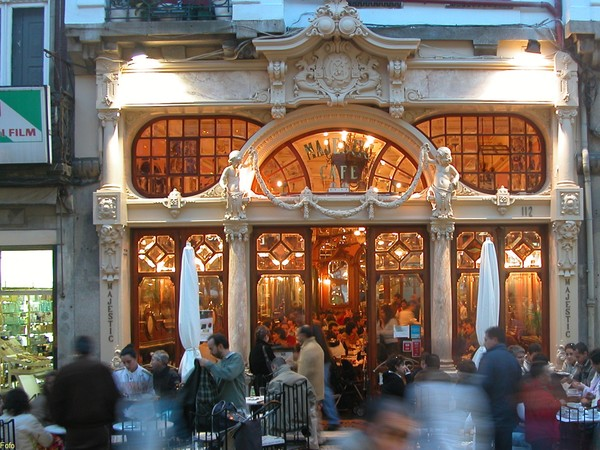
L'emblématique Majestic Café.

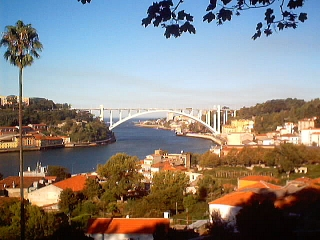
Le pont d'Arrábida depuis le Palácio de Cristal.

Le pont Dom-Luís.

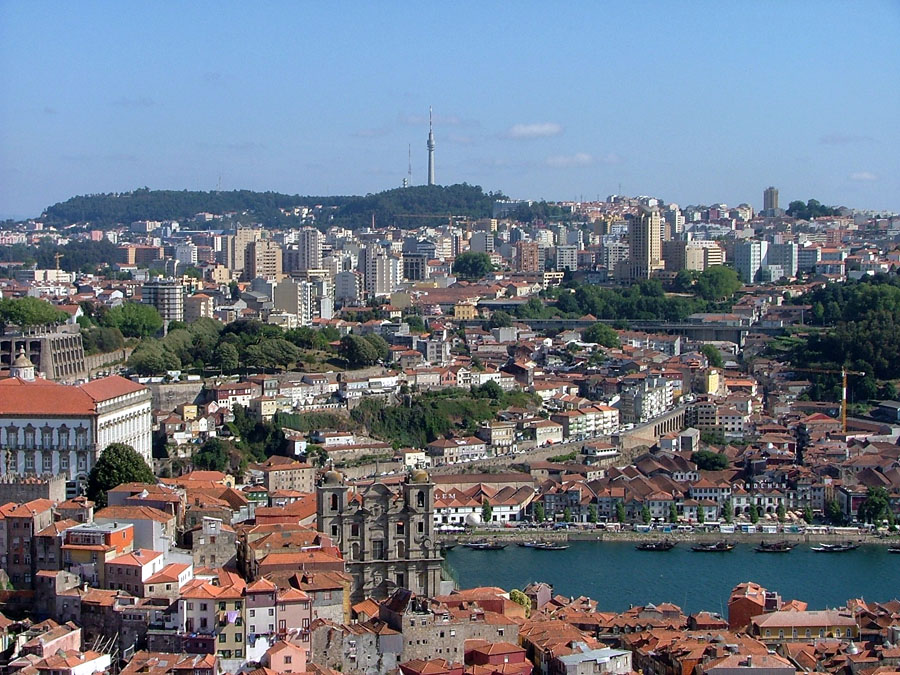
Porto Sud.

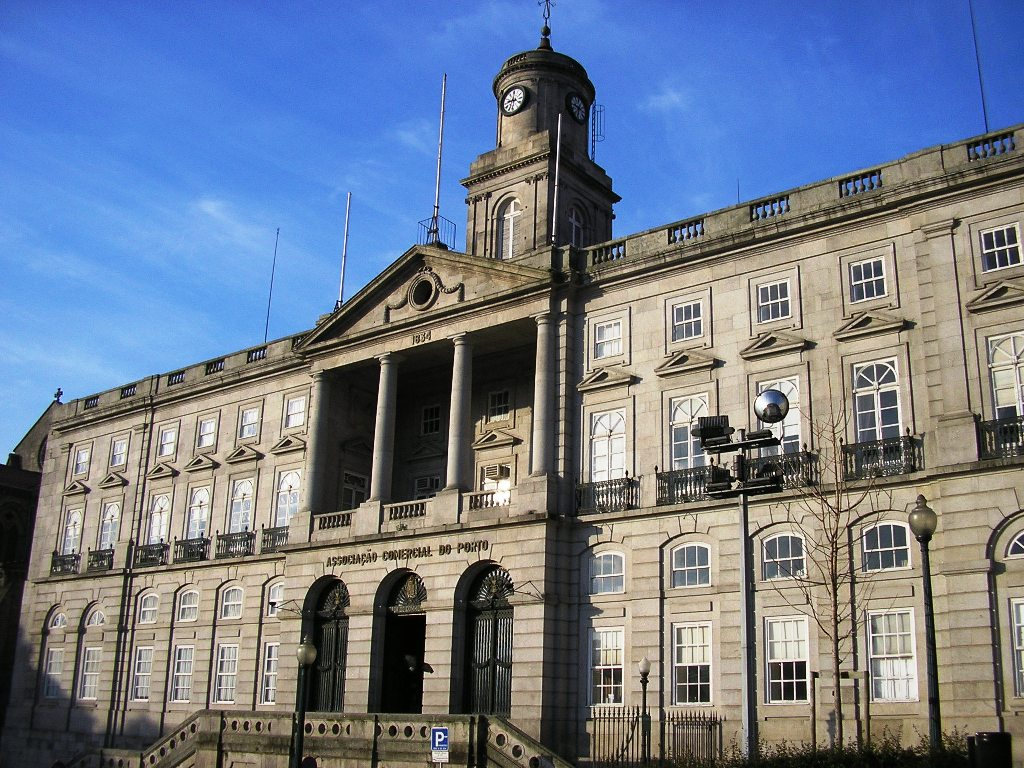
Le palais de la Bourse à Porto.

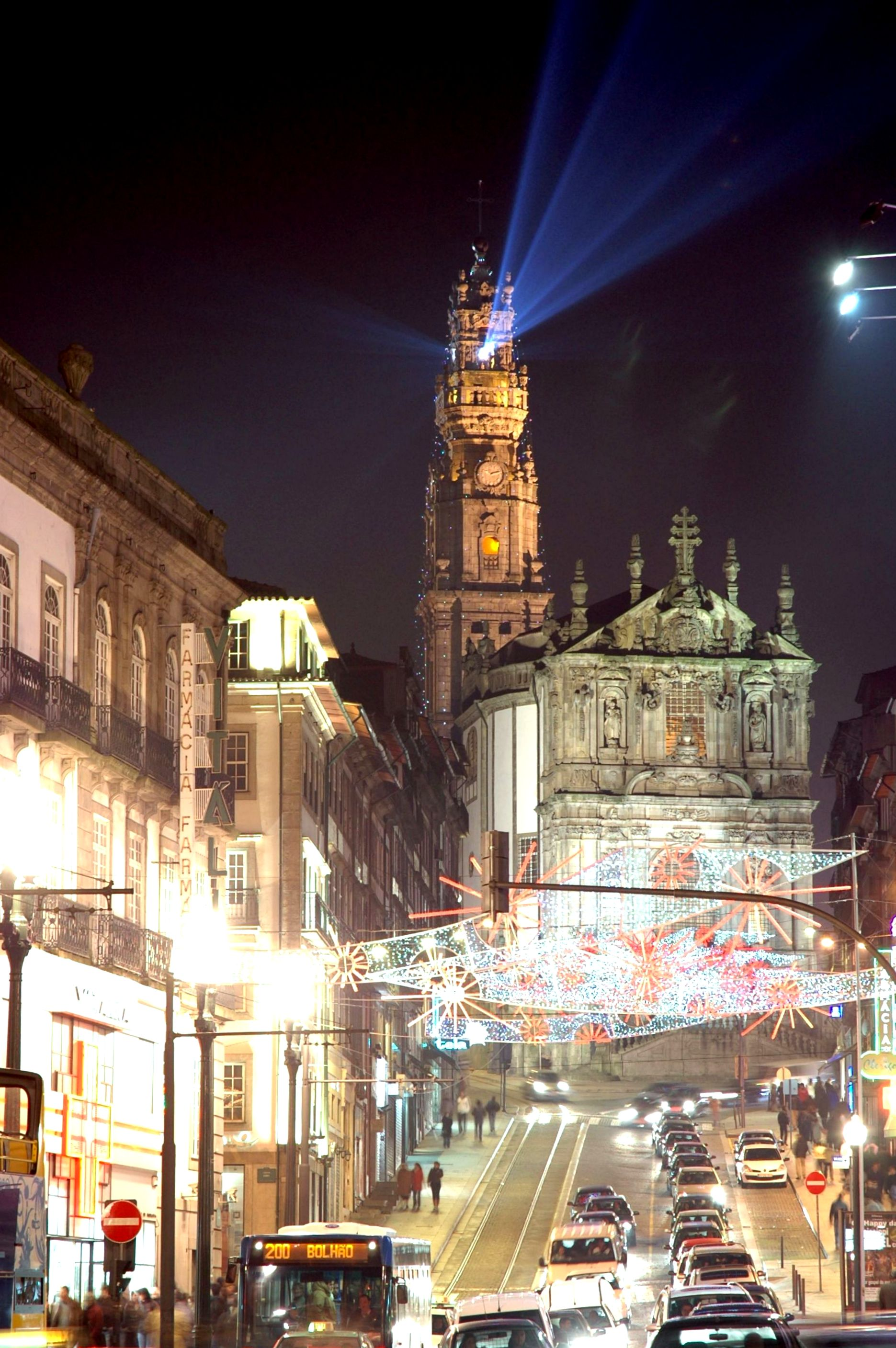
Tour des Clercs.

Le centre historique est déclaré patrimoine mondial par l'Unesco en 1996. Il comporte de nombreux bâtiments d'exception et présente une richesse architecturale marquée par les périodes romane, gothique, Renaissance, baroque, néoclassique et moderne.
- Liste des monuments nationaux du district de Porto
- Liste des centres d'intérêt touristique à Porto (en)
- Centre historique de Porto (en portugais) (pt)
- Liste de sculptures et de statues de Porto (pt)
- Liste de bâtiments d'intérêt touristique à Porto (pt)
- Murailles de Porto (pt)

#### Quartiers
- la Ribeira (Vieux-Porto le long du Douro)
- le quartier Bairro Alto (Porto)
- Cedofeita, y compris rues Bombardo (galeries), Rosario, Breiner
- la gare de São Bento et ses azulejos
- le Mercado do Bolhão (grand marché de Porto)
- le Palacio da Bolsa (la Bourse)

#### Fontaines
- Fontaine da Colher (Porto) (en) (1491)
- Fontaine des Vertus (Porto) (en) (1619)
- Fontaine São Miguel (1737)
- Fontaine de la rue des Taïpas (Porto) (en) (1772-1780)
- Fontaine de Passeio Alegre (Porto) (en) (1778-1780, Foz de Douro)
- Fontaine des Lions (Porto) (1886)

#### Édifices religieux
- la cathédrale (Sé) avec le palais épiscopal, église-forteresse du XIIe siècle profondément modifiée aux XVIIe et XVIIIe siècles
- la chapelle des Alfaiates (pt) (1927)
- l'église Saint-Ildefonse (Igreja de Santo Ildefonso, 1709-1739)
- la chapelle de las Almas (Chapelle des âmes ou Santa Catarina, quartier de Saint-Ildefonse, vers 1780), couverte d'azuleros en 1929
- l'église Saint-François (Igreja Sao Francisco)
- l'église Saint-Benoît de Vitória (1707)
- l'église Sainte-Claire (1416)
- l'Église de la Miséricorde de Porto (Igreja da Misericórdia), renaissance, 1559, rue das Flores). Au Museu da Misericórdia (2015), établi dans la Santa Casa da Misericórdia (attenante à l'église), se trouve la peinture "Fons Vitae", attribuée à Colijn de Coter (école flamande, 1515-1517)
- l'église de la Trinité (Porto) (1841)
- l'église de Campanhã (pt) (1714)
- l'église des Clercs (es) (1732, et "Casa de los Clérigos" (secrétariat et infirmerie), avec décorations de Niccoló Nasoni
- la tour des Clercs (Torre dos Clérigos), clocher réalisé par Nicolau Nasoni
- la synagogue Kadoorie Mekor Haim (quartier de Boavista), abritant le Musée Juif de Porto

#### Ponts
- le pont Maria Pia, (construit entre 1876 et 1877 par Gustave Eiffel)
- le pont Dom-Luís, reliant Porto à Vila Nova de Gaia, construit par Théophile Seyrig et la Société Willebroeck entre 1881 et 1886

#### Hôtels, cafés, restaurants
- The Yeatman (hôtel palace de la ville offrant une vue imprenable sur la ville de Porto)
- Hotel Dom Henrique (hôtel en plein cœur du centre-ville avec un toit-terrasse situé au 17° étage)
- le Café Progresso, café le plus ancien de Porto
- le Café Guarany, café très connu et fréquenté de Porto (décor inspiré par la tribu des indiens Guaranis)
- le Café Majestic (café le plus chic de la ville) (Rua Santa Catarina)

#### Places, rues, jardins
- la Terreiro da Sé (pt)
- la Praça de Mouzinho de Albuquerque (plus grande place de la ville avec une grande colonne au milieu)
- la Praça de Batalha
- la Praça da República (Porto) (pt)
- la Praça da Ribeira
- la Praça do Marquês de Pombal (Porto) (pt)
- la Praça da Liberdade (Porto) (pt)
- la Praça de D. João I (pt)
- la Rua de Santa Catarina (rue piétonne commerciale)
- la Rua do Almada (pt) (rue marchande à boutiques alternatives, marchands vinyles/CD rares et vêtements vintage)
- la Rua Galeria de Paris (pt) (quartier de la vie nocturne, bars, restaurants, clubs)
- la Rua de Miguel Bombarda (pt) (galeries d'art)
- la Rua das Flores (Porto) (pt)
- la Rua dos Mercadores (pt)
- liste des voies de circulation de Porto (pt)
- Jardim de João Chagas (pt)
- Jardim de São Lázaro (pt)
- Jardim de Teófilo Braga (Porto) (pt)
- Jardim do Passeio Alegre (pt)
- Parque da Cidade do Porto (pt)
- Parc de Serralves (pt)
- Espaces verts de Porto (pt)

#### Musées
- Musées de Porto
- le musée Soares dos Reis
- le Centre portugais de photographie
- le musée d'art contemporain Serralves de la fondation Serralves (en), situé dans la Casa de Serralves

#### Autres
- la librairie Lello et Irmão (1906)
- Fábrica das Devesas (en) (Fábrica de Cerâmica das Devesas, 1865)
- la Casa da Música (salle de spectacle conçue par l'architecte Rem Koolhaas)
- le Palácio de Cristal (palais de cristal) (inauguré en 1865 et démoli en 1951)
- le Castelo do Queijo (à Foz do Douro, le long de l'océan)
- la Casa do Infante (en) ou Alfândega Velha (Vieille Douane, 1325)
- le Colisée de Porto (salle de spectacle à l'architecture Style « paquebot » et Art déco, Cassiano Branco, 1939-1941)
- Estádio do Dragão (stade du FC Porto)
- Stade de Bessa XXI (stade du Boavista FC)
- Eskada (discothèque branchée de la ville)
- Pavilhão da Água (pt) (1998)
- Sea Life Center (pt) (2009)
- le Hard Club

### Patrimoine culturel et artistique
En 2001, Porto a partagé avec Rotterdam le titre de capitale européenne de la culture.

### Gastronomie

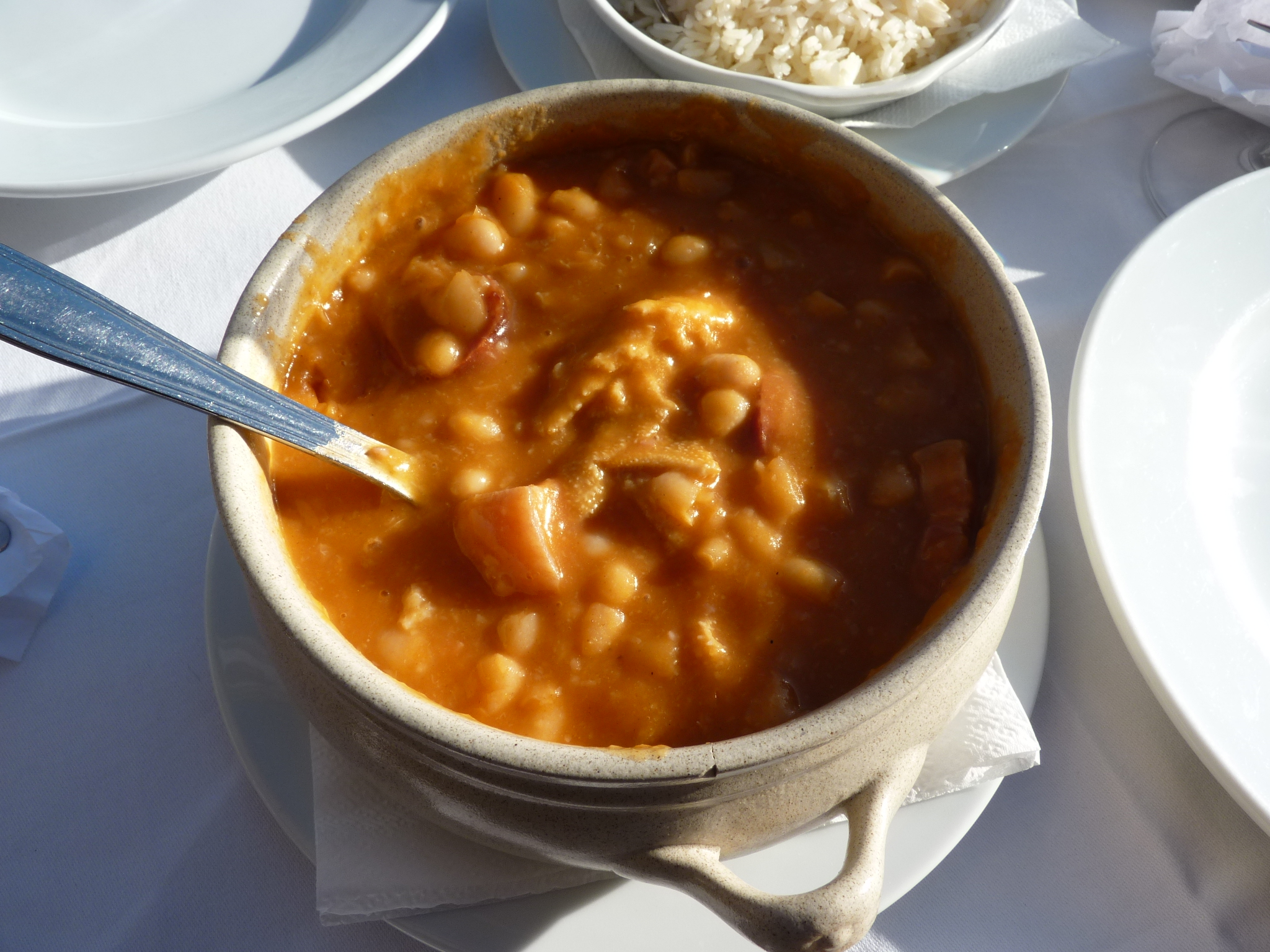
Tripas à moda do Porto.

Différents plats de la cuisine traditionnelle portugaise ont leur origine dans la ville de Porto, ou plus largement dans la tradition culinaire de l'Entre Douro e Minho, qu'il s'agisse de plats de viande ou de poisson, de soupes, d'entrées, de charcuteries, de fromages, de desserts, de mignardises, d'apéritifs, de vins ou d'eaux de vie.
Le plat typique par excellence de la ville, les tripes à la mode de Porto (tripas à moda do Porto), constitué essentiellement de tripes, de saucisses et de haricots blancs, remonterait à l'époque des Grandes Découvertes, où le prince Henri le Navigateur avait demandé aux habitants de Porto de fournir aux navires toute la nourriture possible. La population se retrouva alors avec, pour toute viande, des abats, dont les tripes, d'où le surnom donné aux habitants de Porto, les tripeiros.

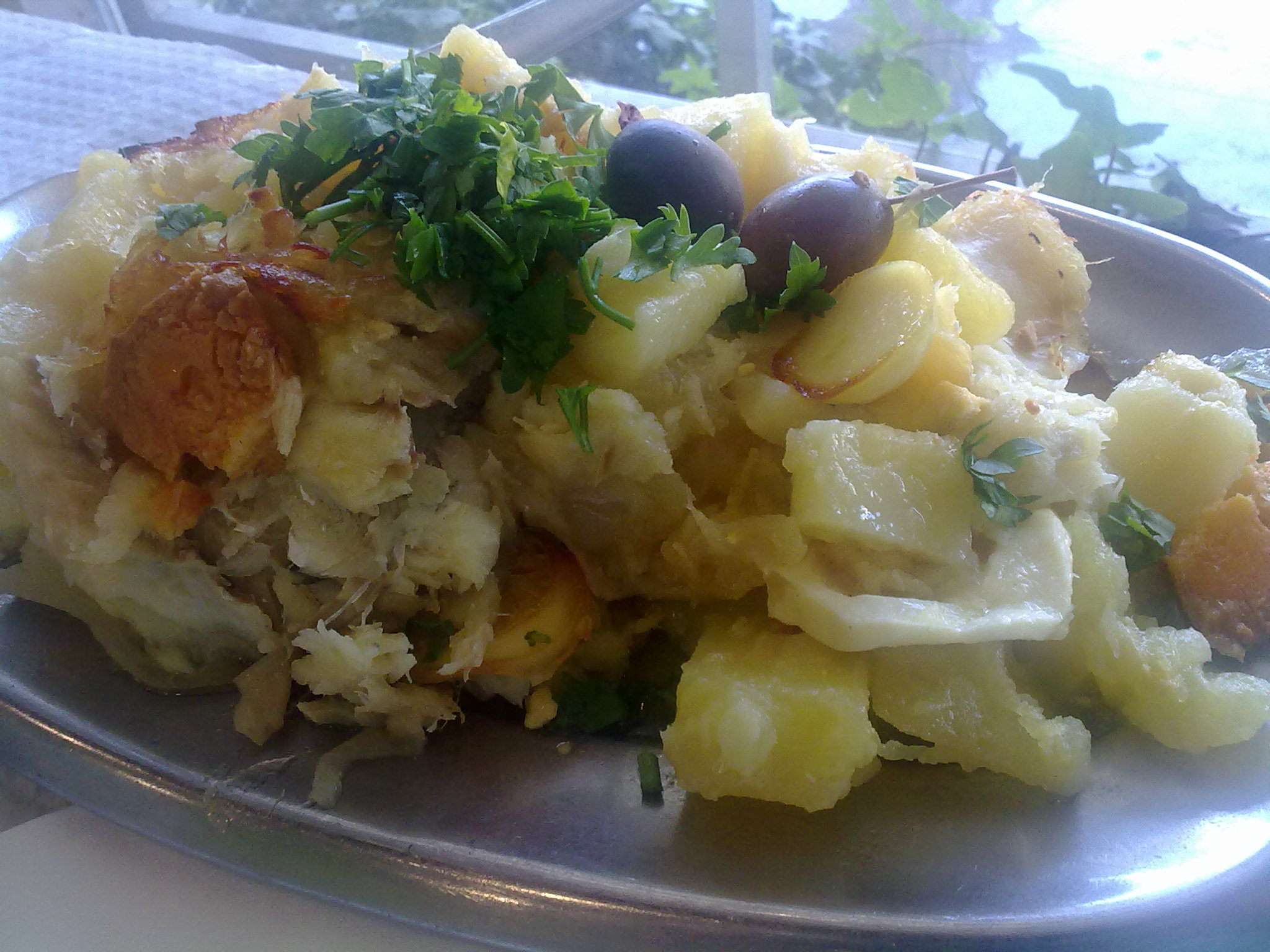
Bacalhau à Gomes de Sá.

La morue à la mode de Porto (Bacalhau à Gomes de Sá) est un autre plat emblématique de la ville, préparé à base de morue séchée et salée (bacalhau), pommes de terre, œufs durs (coupés en rondelles), olives, huile d'olive, persil, ail, oignons et selon les recettes, du lait. Il est aussi très apprécié, pour sa saveur et sa finesse, dans le reste du Portugal et au Brésil.
Le Caldo verde (bouillon de chou vert) est une soupe typique de Porto et du Nord du Portugal.
La Francesinha (« petite Française ») est un croque-monsieur très copieux en version portugaise.
La ville a donné son nom au Porto (DOC), produit dans le vignoble de la vallée du Haut Douro et exporté à l'international à partir des caves de Vila Nova de Gaia, en face de Porto, sur la rive gauche du Douro.
Les plats de la cuisine portuane sont traditionnellement accompagnés des vins du Douro ou du vinho verde (« vin vert » ), cultivé dans la région de Minho.

### Pèlerinage de Compostelle
Porto est située sur le Camino portugués, un des chemins du pèlerinage de Saint-Jacques-de-Compostelle au Portugal. À 227 km jusqu’à Saint-Jacques-de-Compostelle, la ville est un point de départ populaire pour les pèlerins : en 2018, elle était le troisième point de départ le plus populaire avec 26 839 personnes qui ont commencé leur pèlerinage ici (8,20 % de tous les pèlerins en cette année, selon le bureau d'accueil des pèlerins de la cathédrale de Saint-Jacques-de-Compostelle).

## Personnalités liées à la ville

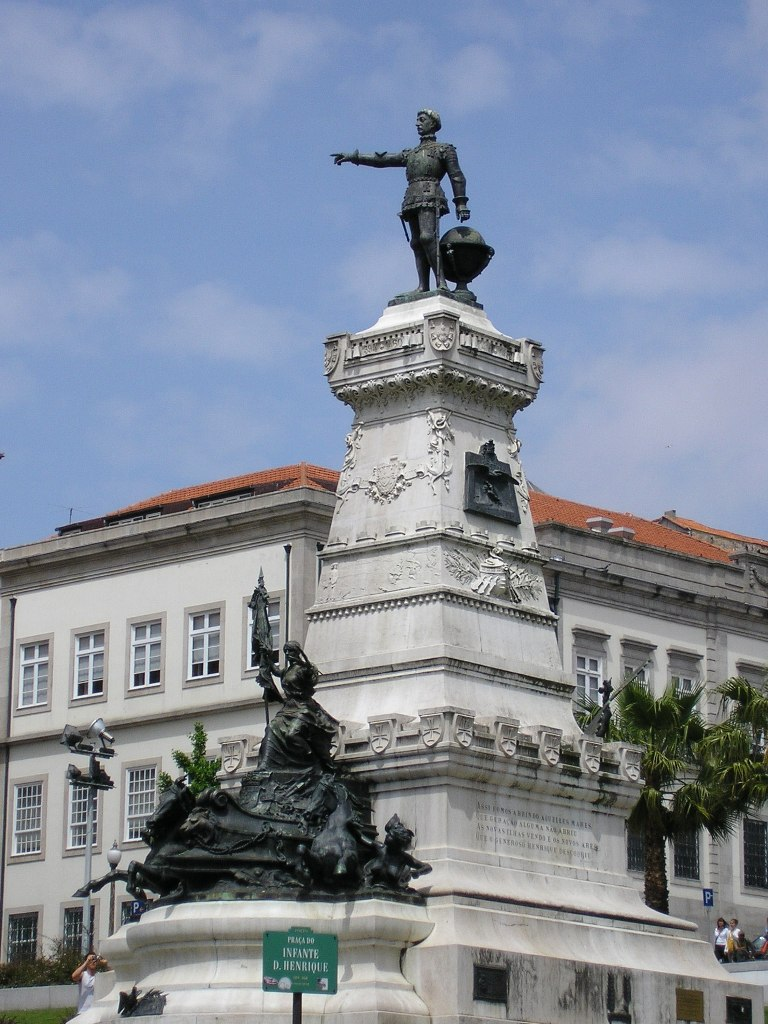
Monument dédié au prince Henri le Navigateur.

- Personnalités nées à Porto (de)
- Liste de citoyens d'honneur de la ville de Porto (de)

- Marie du Divin Cœur Droste zu Vischering, mystique et bienheureuse catholique
- Jorge Nuno Pinto da Costa, président du FC Porto de 1982 à 2024
- Sophia de Mello Breyner Andresen, poétesse
- Jorge Chaminé, baryton et président du Centre européen de musique
- Henri le navigateur, prince du Portugal
- Artur Miranda et Jacques Bec, duo de décorateurs d’intérieur installés personnellement et professionnellement à Porto[20].
- Rosa Mota, athlète
- Manoel de Oliveira, cinéaste[21]
- Fernando Távora, architecte
- Tiago Monteiro, pilote de Formule 1
- Alvaro Siza, architecte né à Matosinhos, ayant son agence à Porto
- André Villas-Boas, entraîneur de football[22]
- José Mourinho, entraîneur de football[23]
- Humberto Ribeiro, stunter professionnel, pilote moto
- Sá Pinto, ancien footballeur portugais
- Jorge Costa, ancien footballeur portugais
- João Vieira Pinto, ancien footballeur portugais
- Vítor Baía, ancien footballeur portugais
- Bruno Alves, footballeur portugais qui évoluait au FC Porto
- Raul Meireles, footballeur portugais qui évoluait au FC Porto
- Jacinto Lucas Pires, écrivain, scénariste et chanteur
- Richard Zimler, écrivain
- Sara Sampaio, mannequin
- António Elísio Capelo Pires Veloso, homme politique, gouverneur de Sao Tomé-et-Principe

### Musique
- Rui Veloso, auteur, guitariste, compositeur, chanteur
- Pedro Abrunhosa, auteur, compositeur, interprète
- GNR, groupe de rock portugais (post-punk/pop rock)
- Clã, groupe de pop rock portugais
- Ornatos Violeta, groupe de indie rock portugais
- Taxi, groupe de rock portugais
- Nuno Roque, chanteur, comédien, auteur-compositeur-interprète (pop/electro)
- Holocausto Canibal, groupe de death metal
- Tarantula, groupe de heavy metal
- Blind Zero, groupe de rock alternatif
- Mind Da Gap, groupe de rap représentant du genre au Nord
- Per7ume, groupe de pop rock
- Slimmy, chanteur
- Dealema, groupe de rap hardcore
- Santamaria, groupe d'eurodance/pop dont quatre des membres sont originaires de Porto

## Galerie

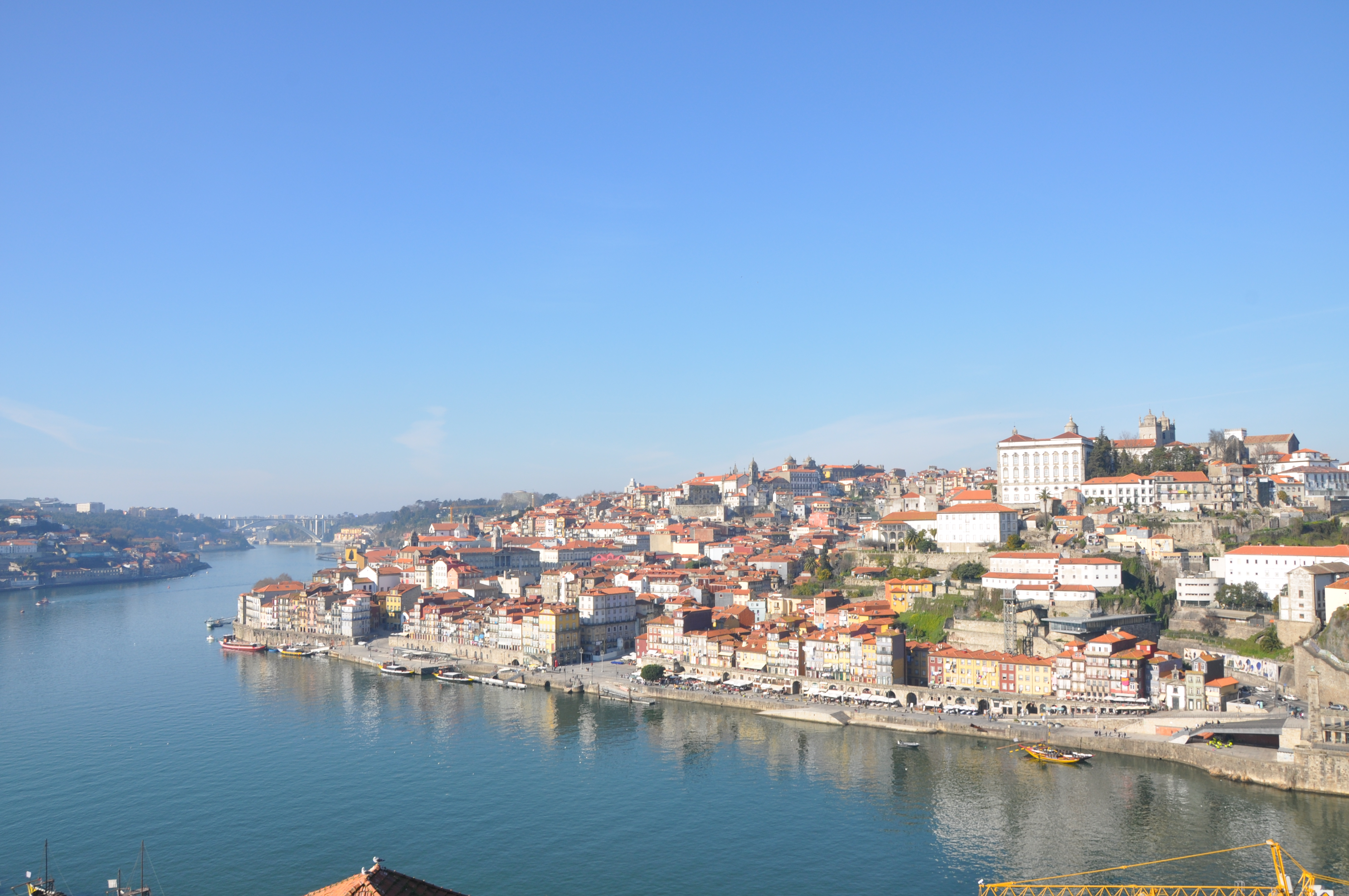
Vue de Vila Nova de Gaia.
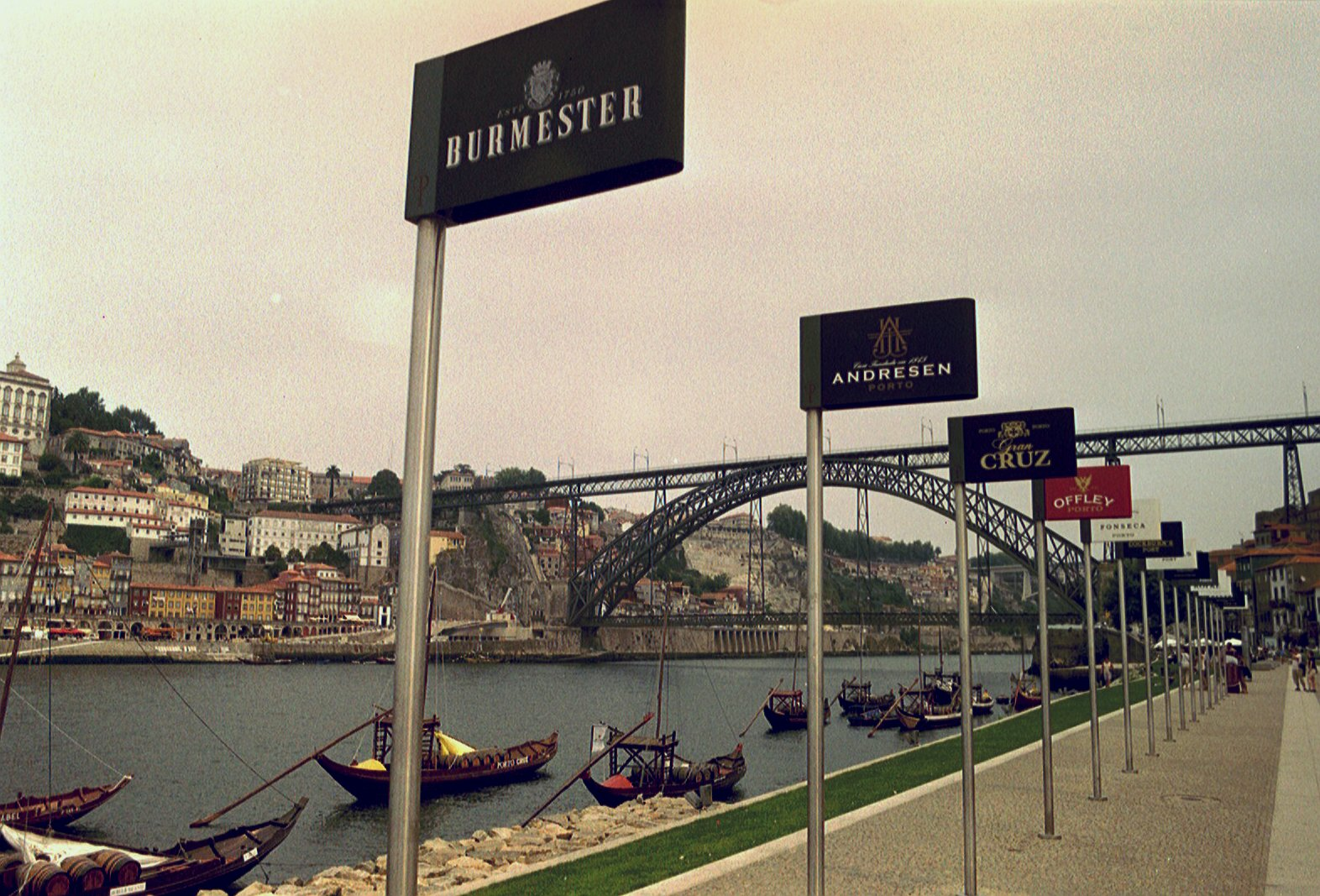
La Ribeira et le pont Dom-Luís de Théophile Seyrig, disciple d'Eiffel.
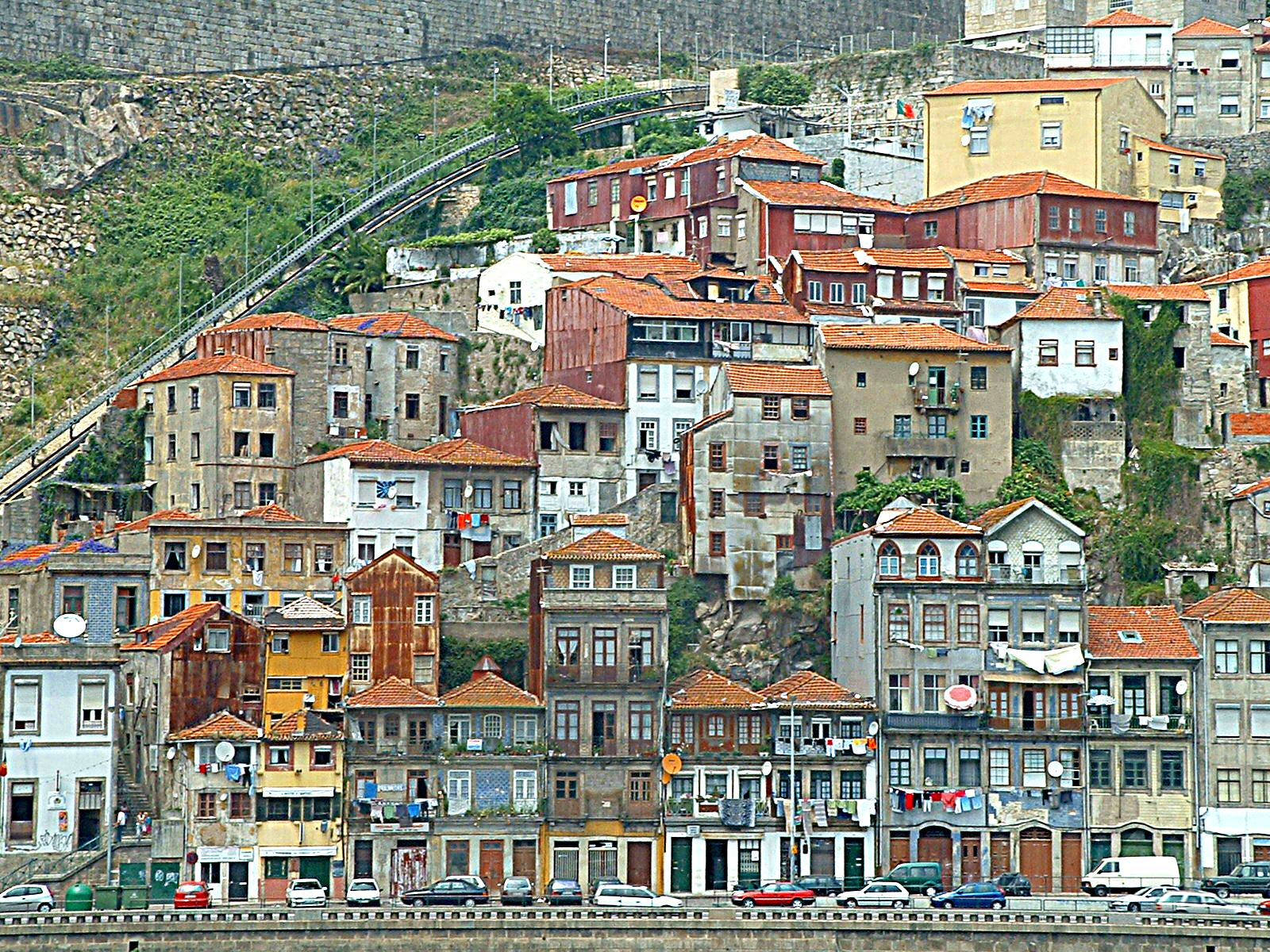
La Ribeira.
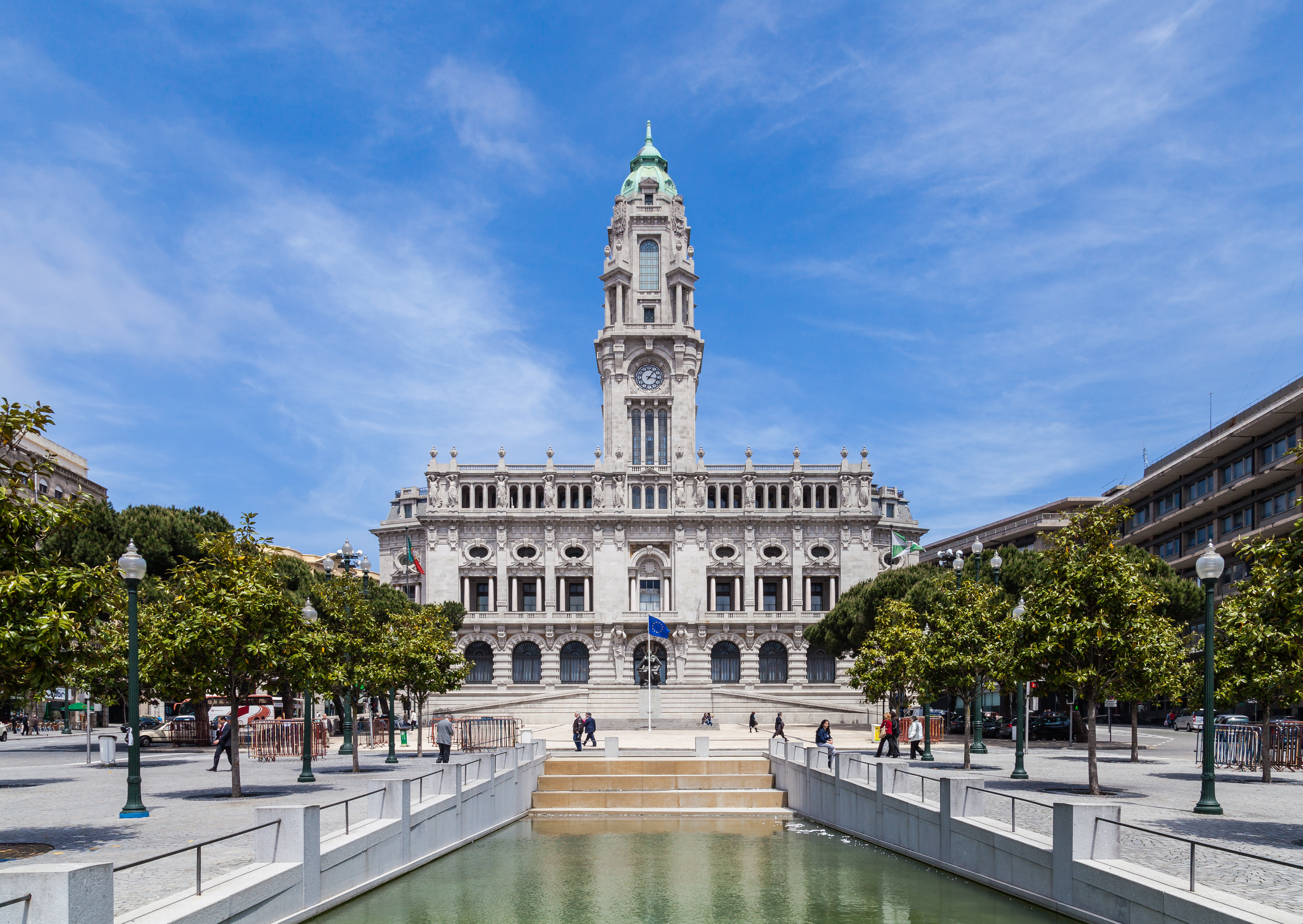
Mairie.
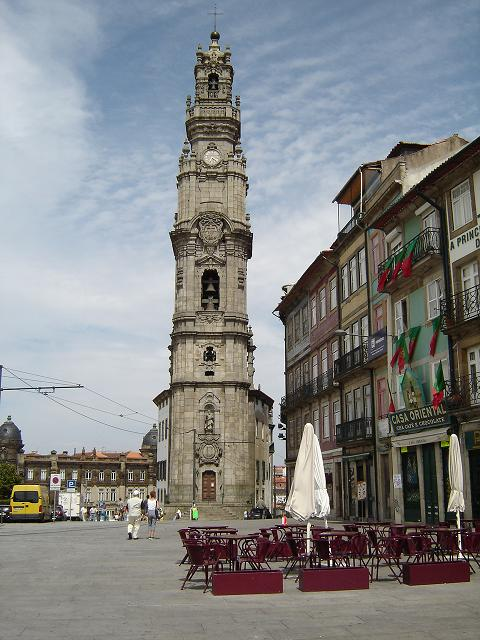
Tour des Clercs.
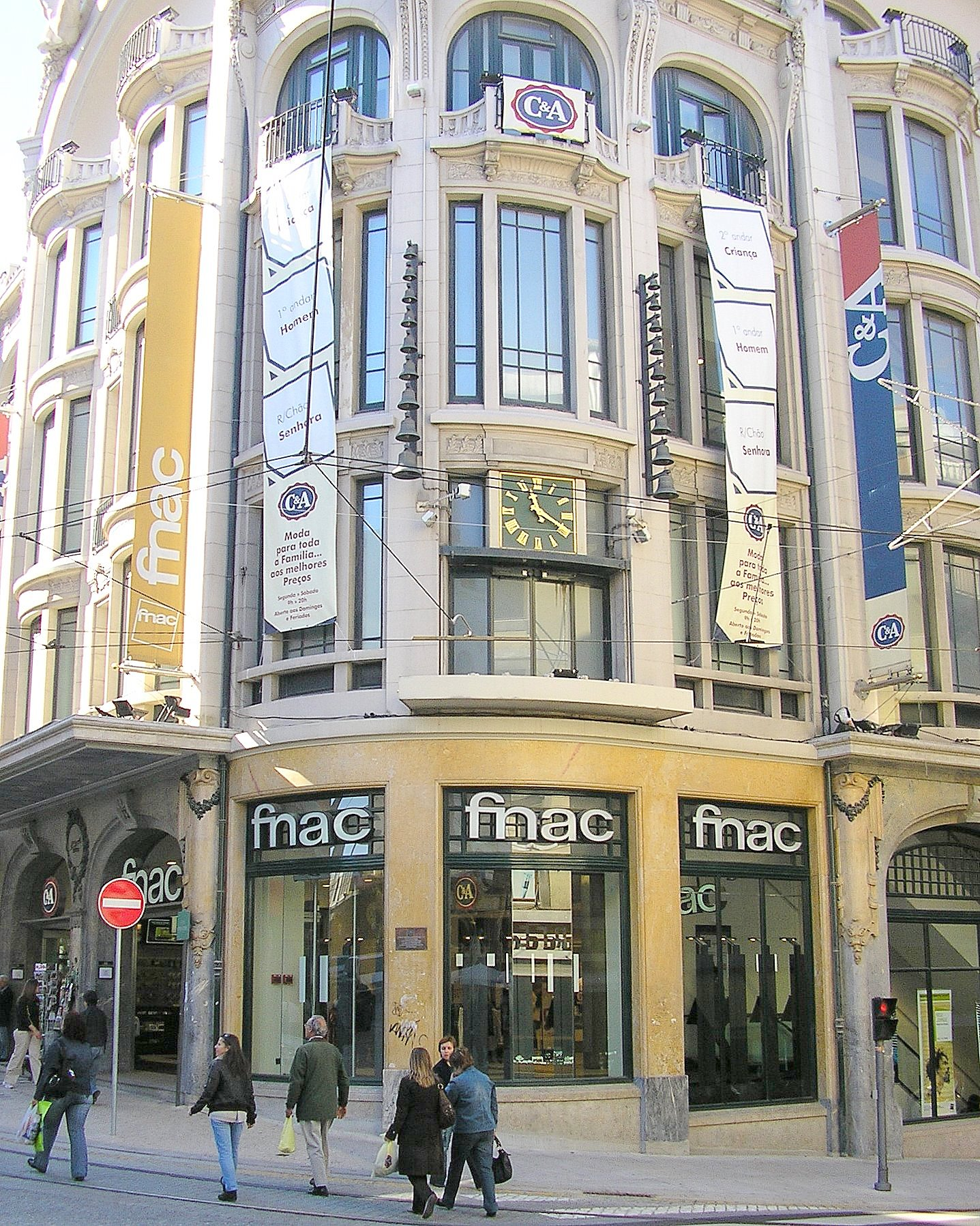
Fnac Sta Catarina.
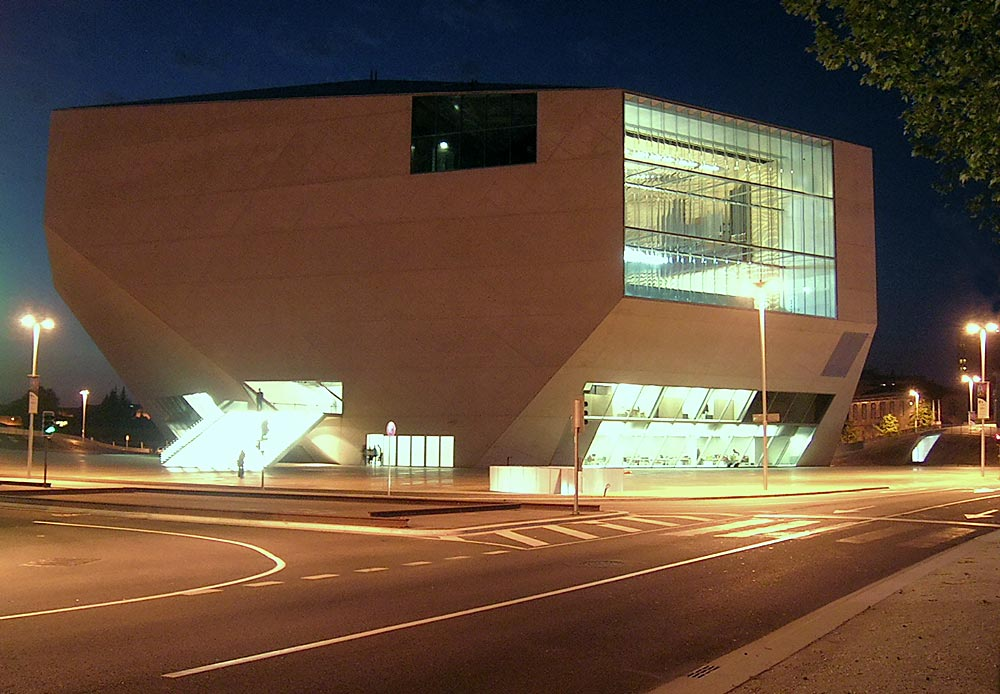
Casa da Música.
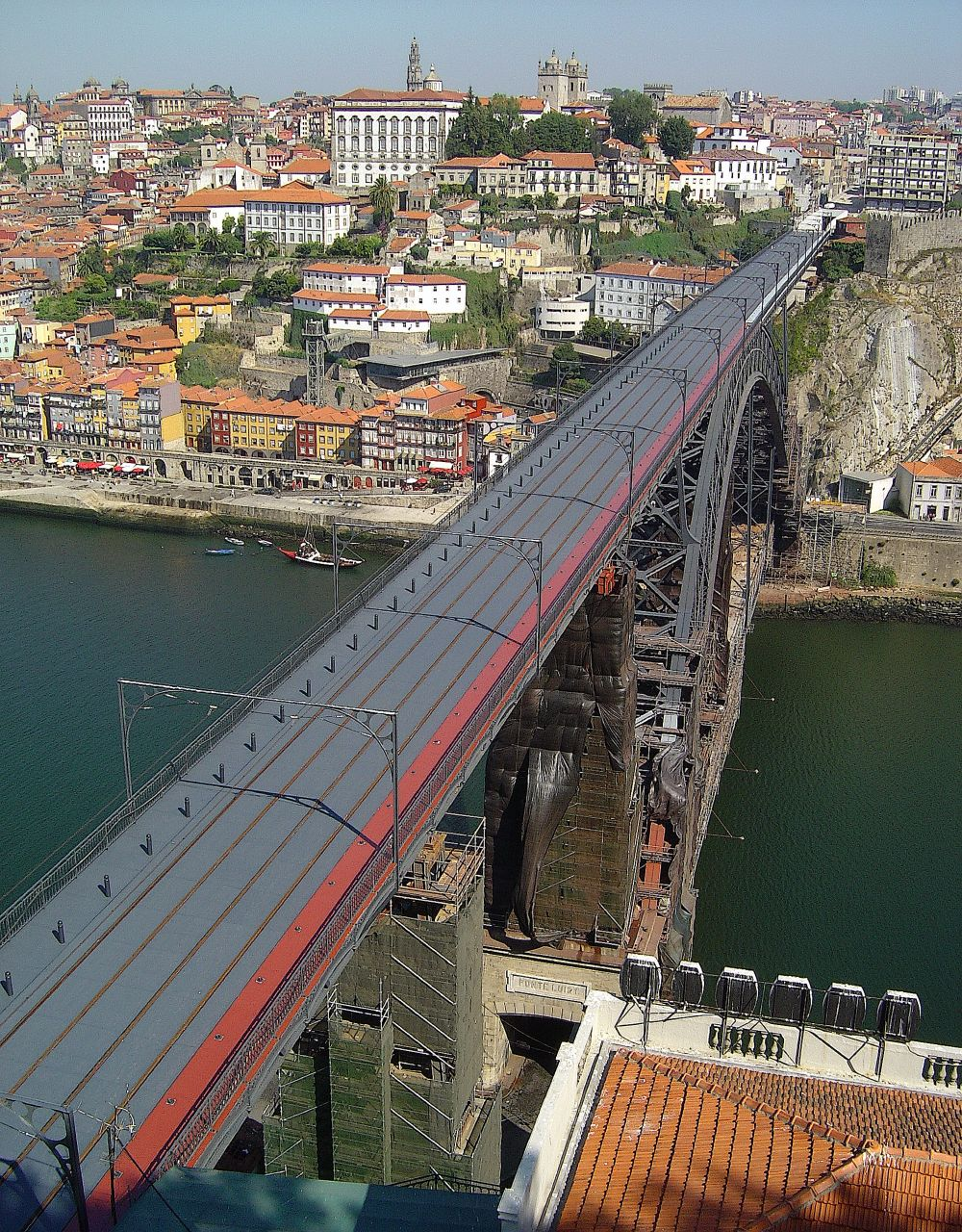
Pont Dom-Luís.
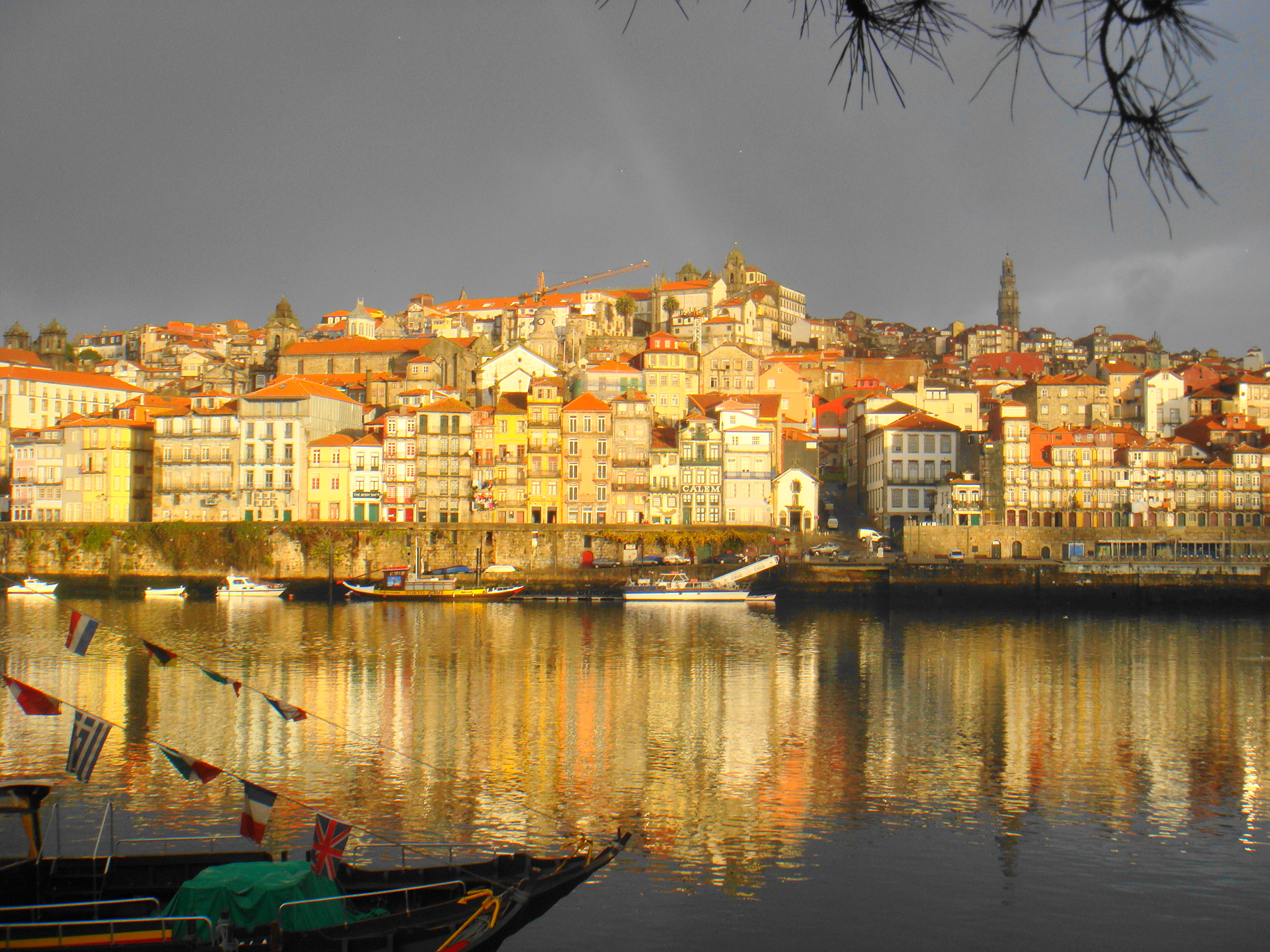
Porto.
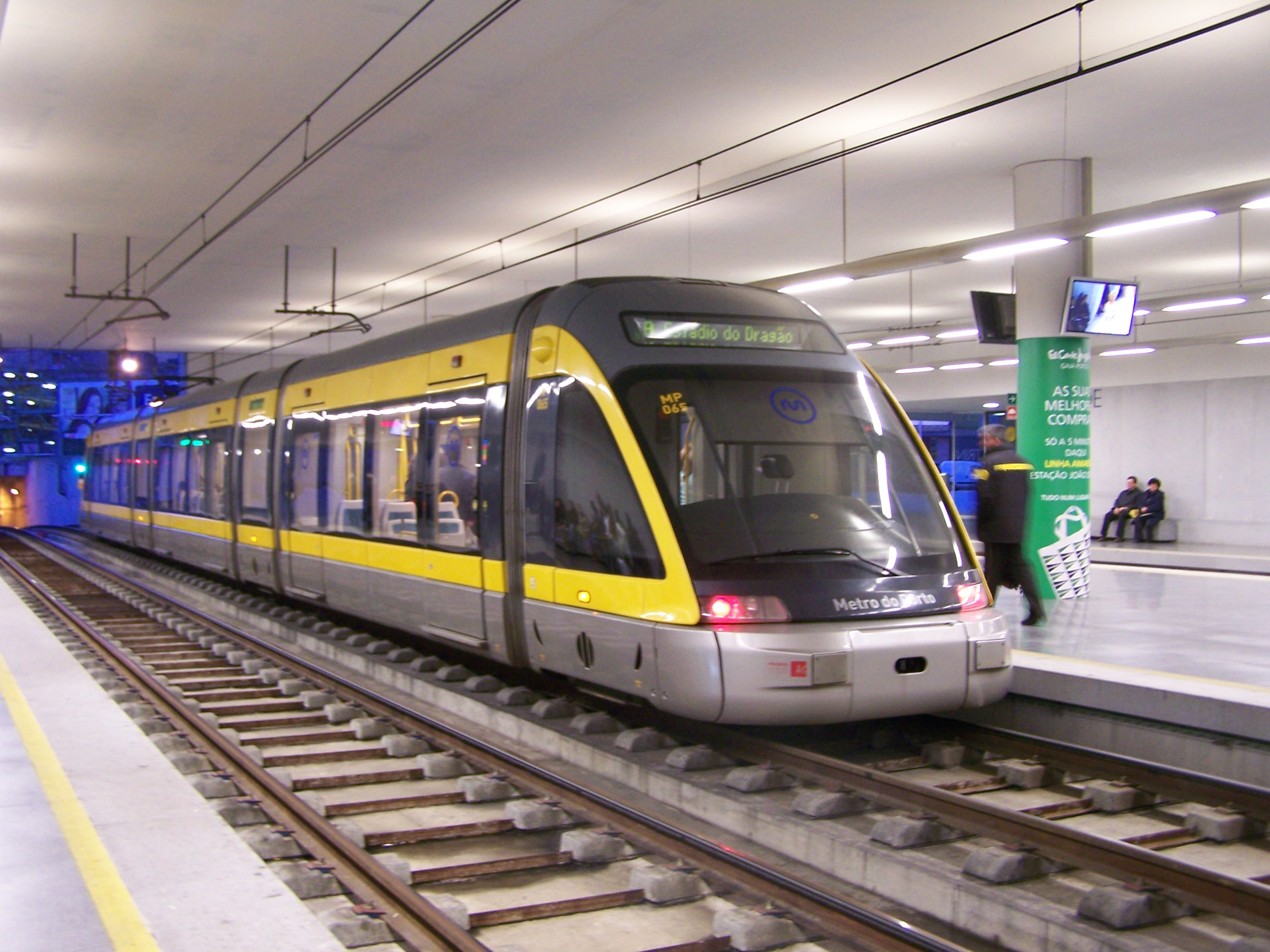
Métro de Porto.
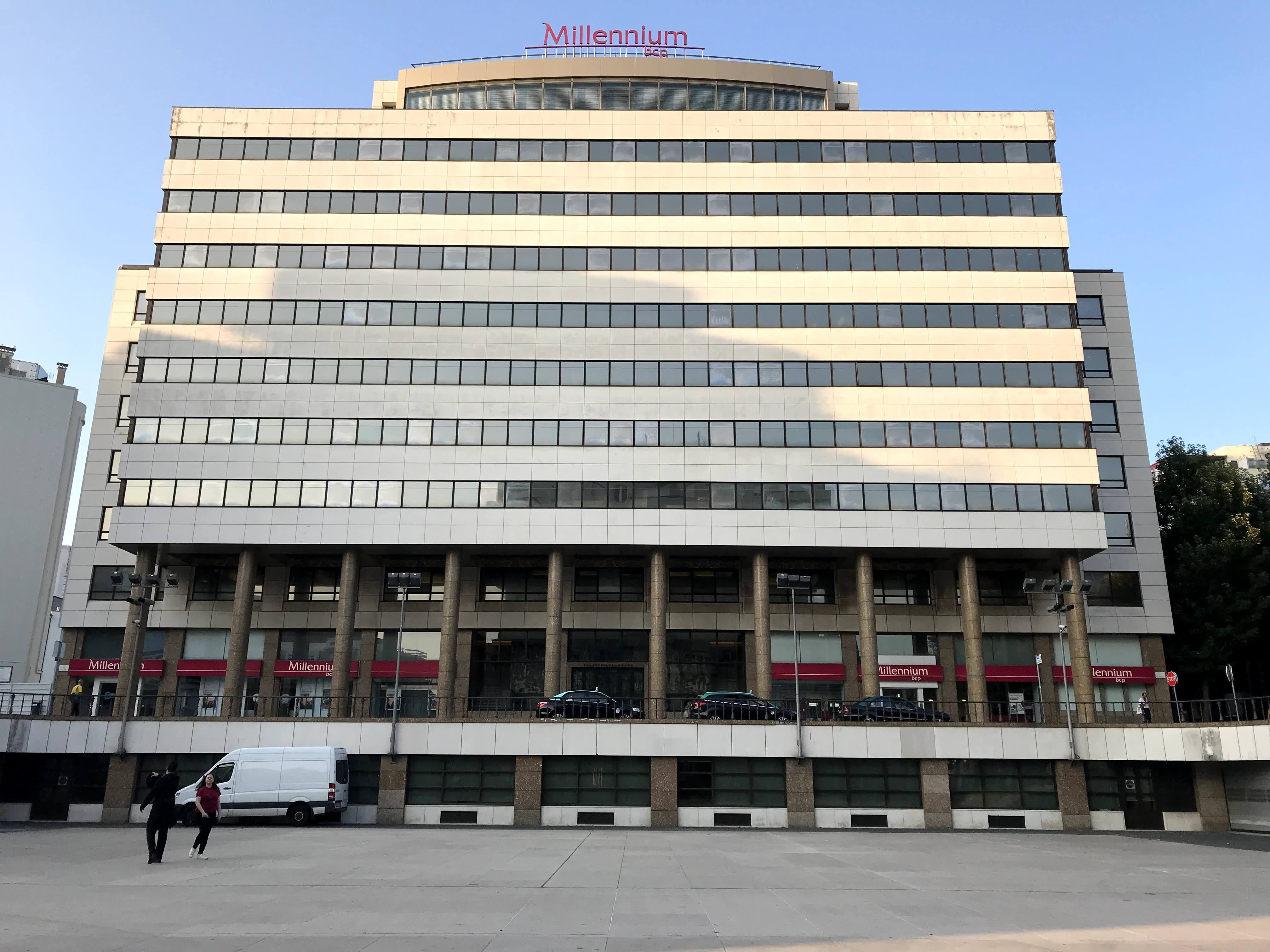
Banco Comercial Português.
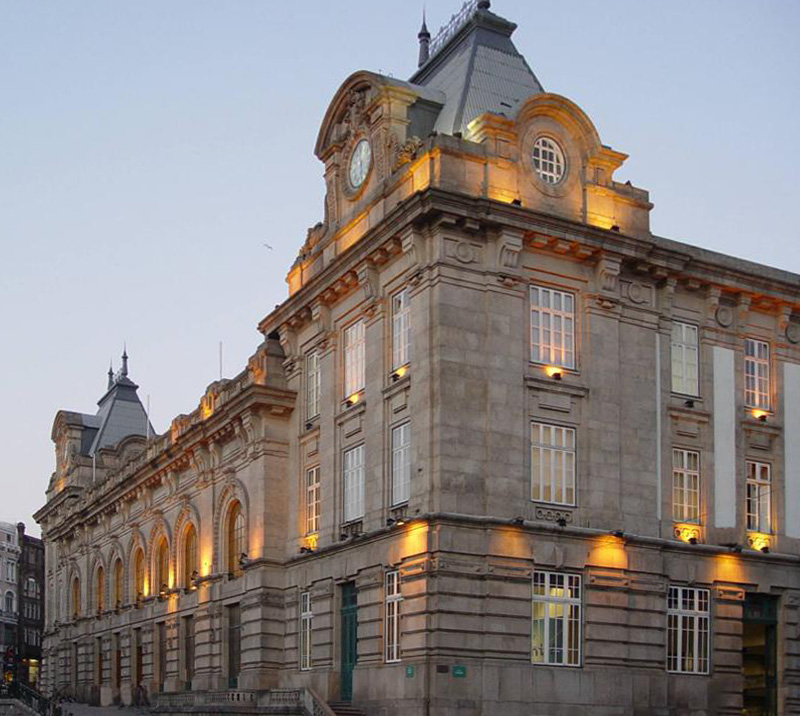
Gare de São Bento.
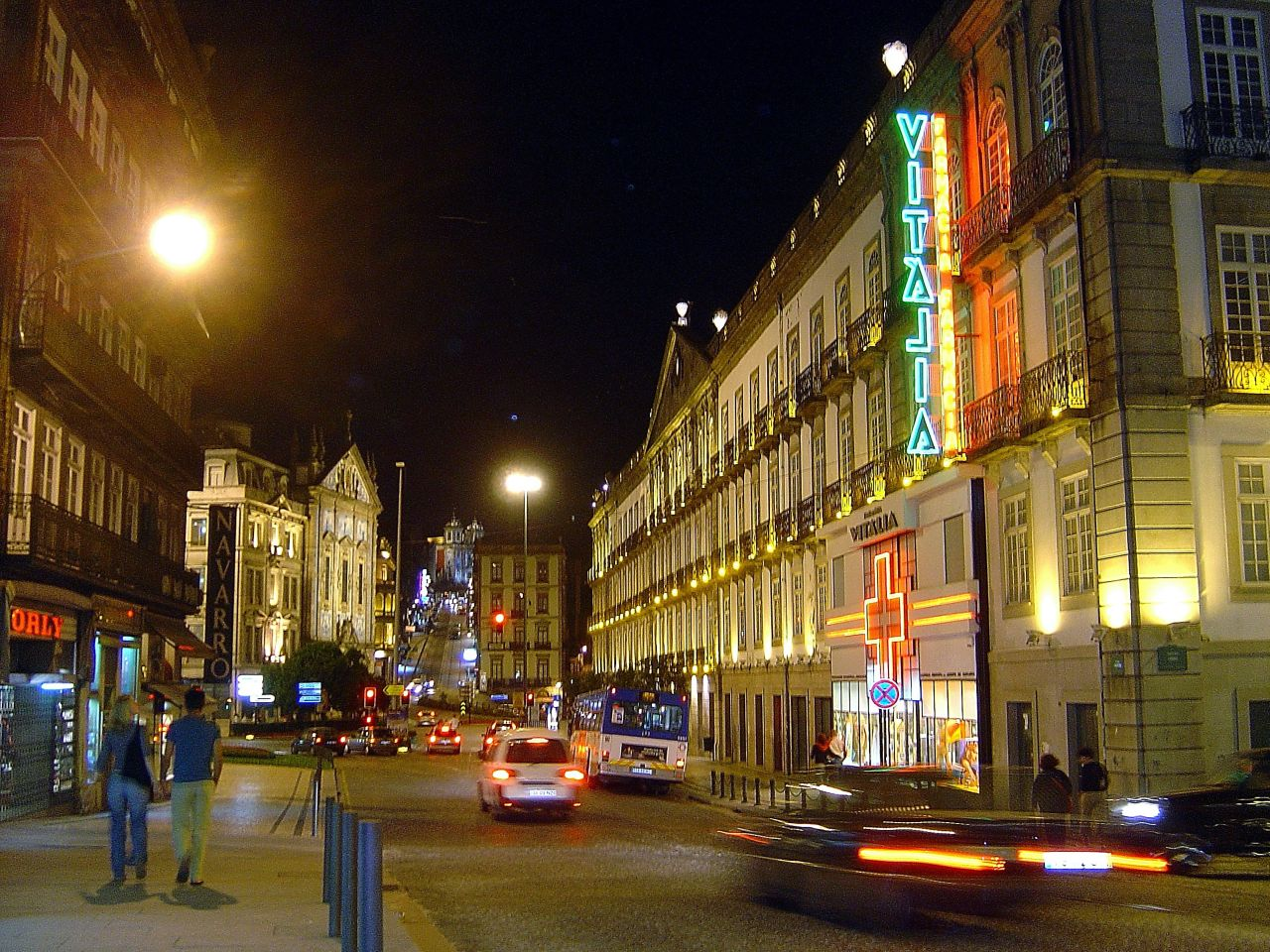
Praça da Liberdade, le soir.
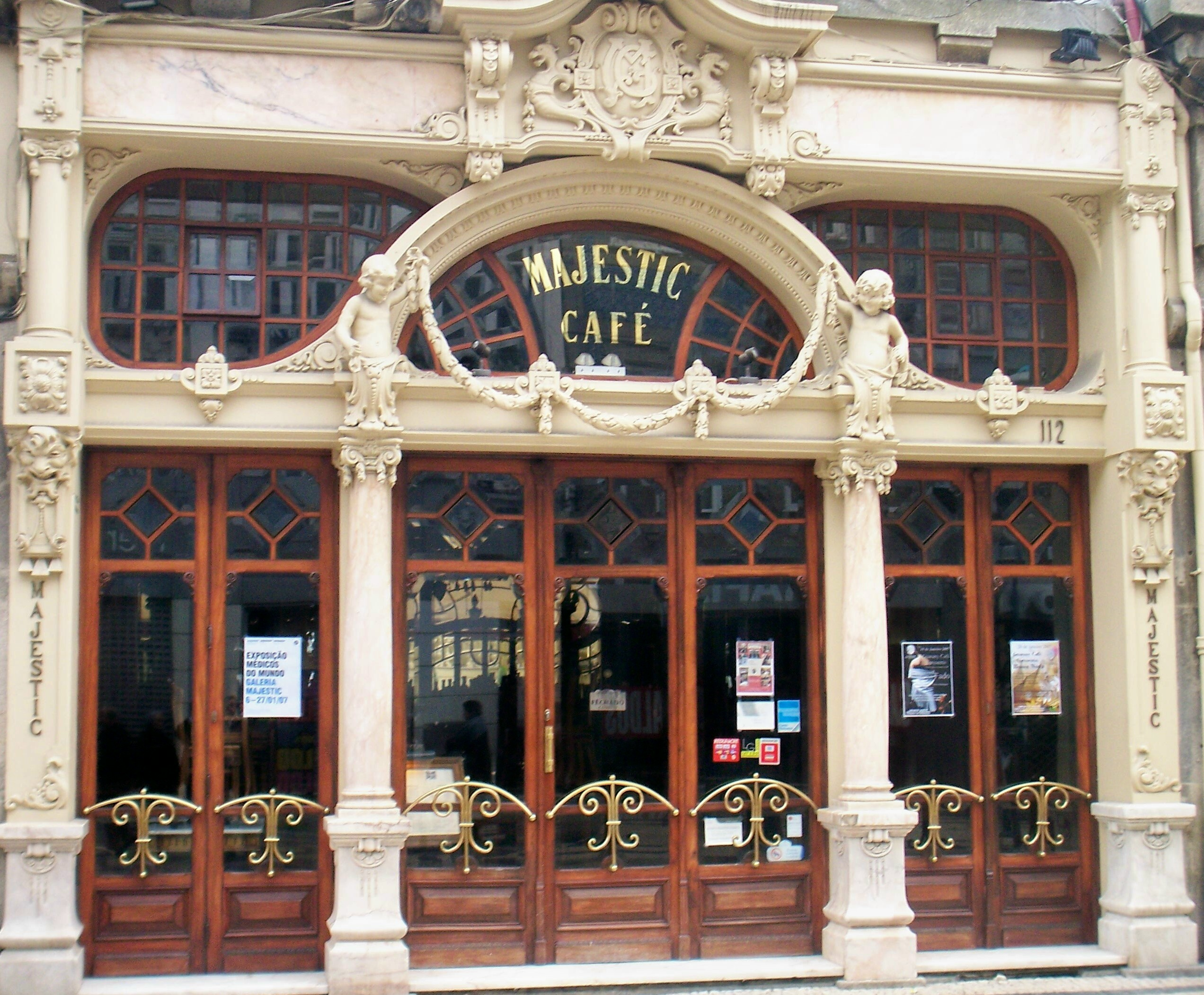
Le fameux café Majestic, café le plus emblématique de la ville.
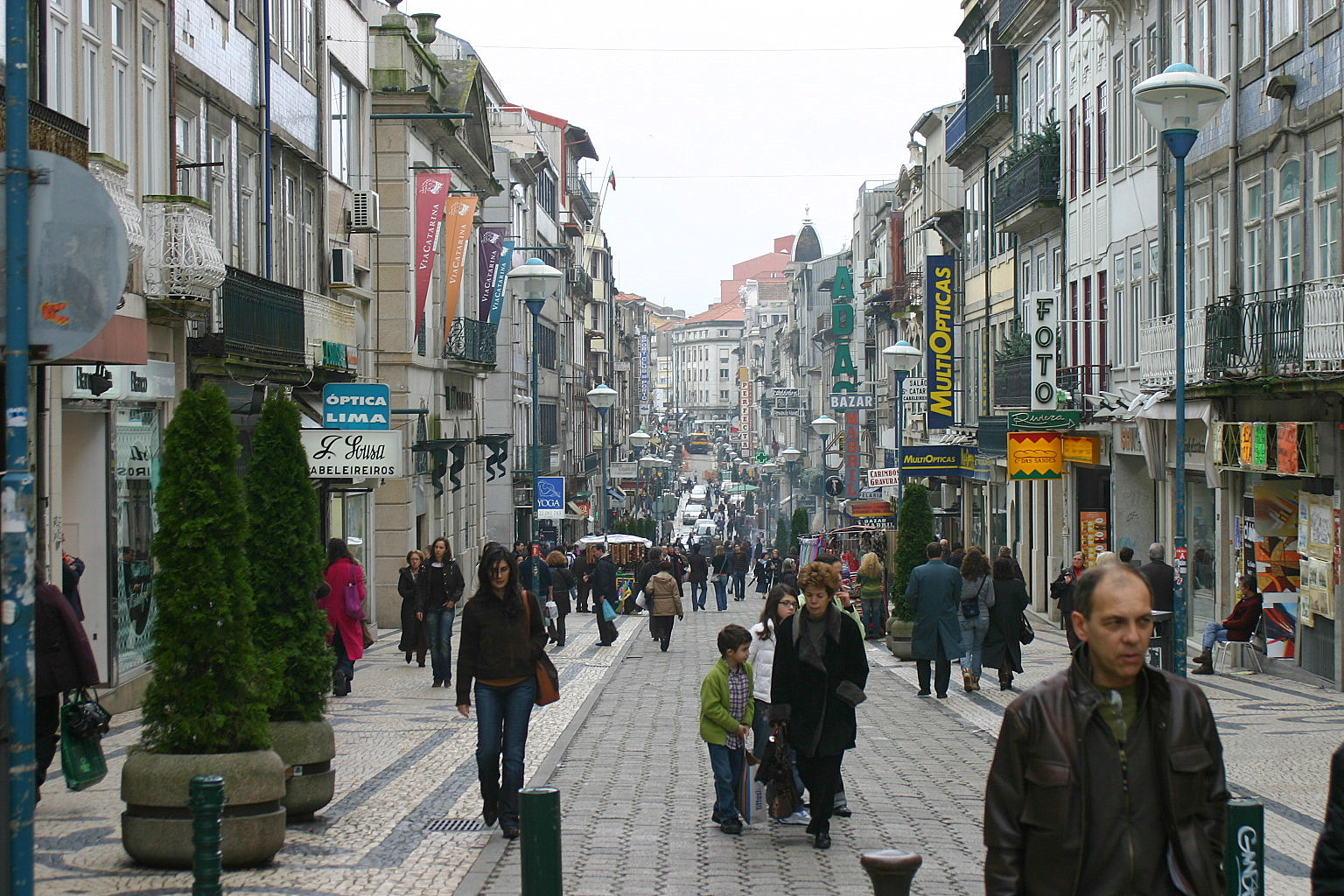
La rue Santa Catarina, artère piétonne du shopping de la ville 1,7 km de long.
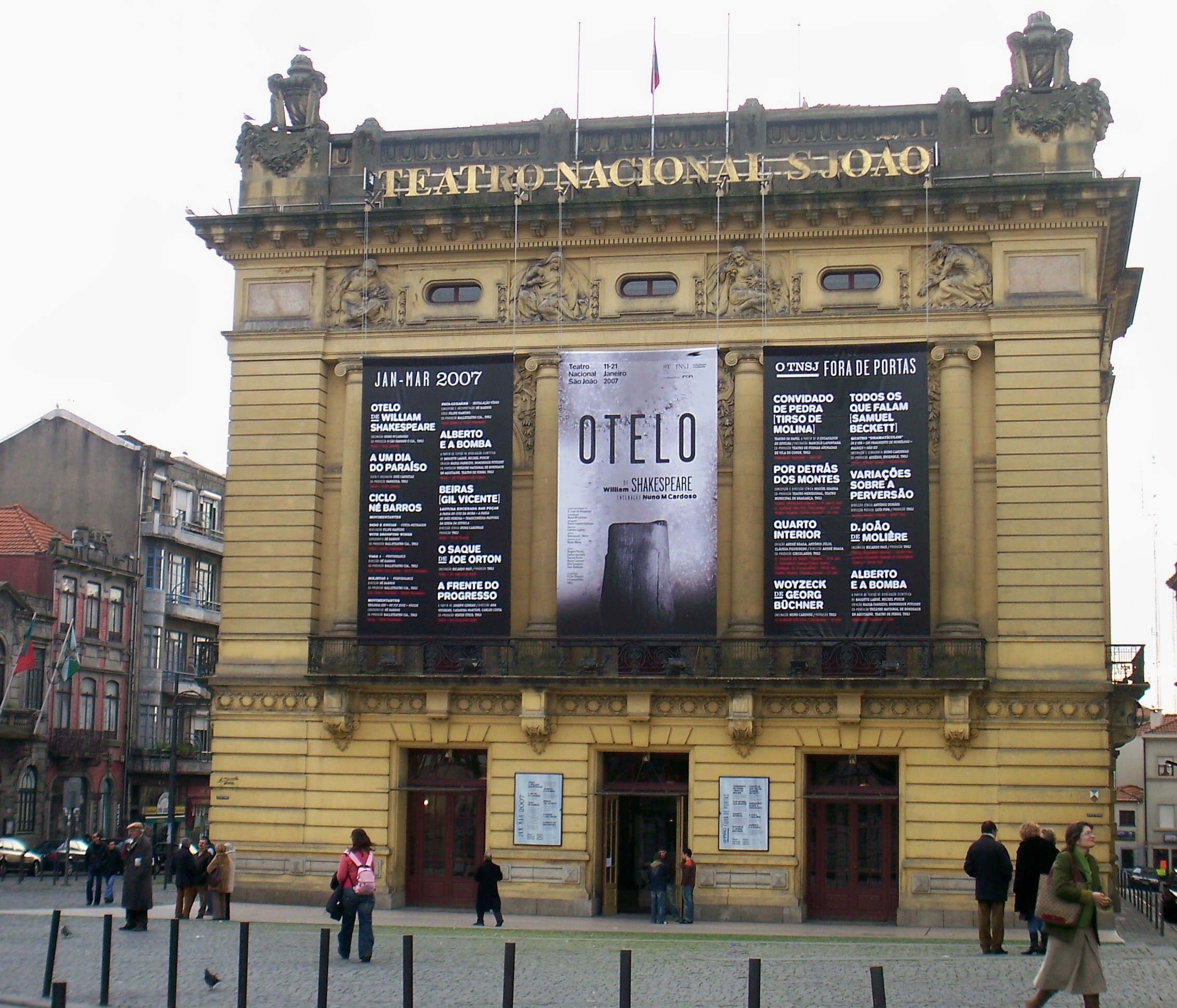
Théâtre de São João.
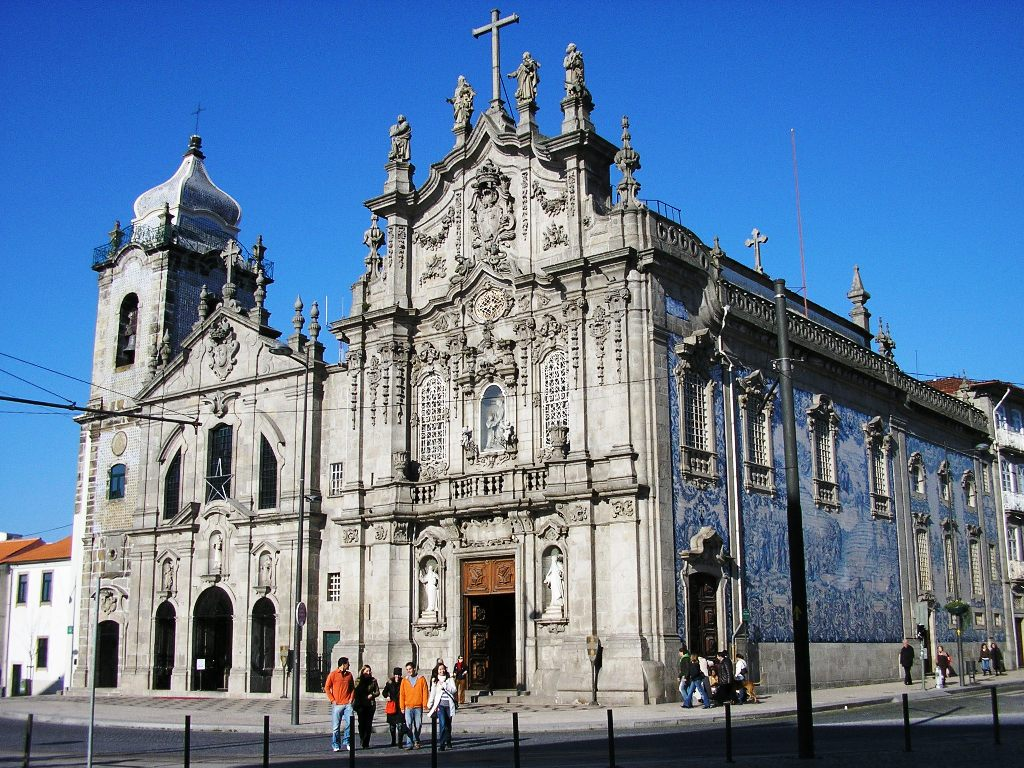
Église dos Carmelitas (gauche) et Église do Carmo (droite).
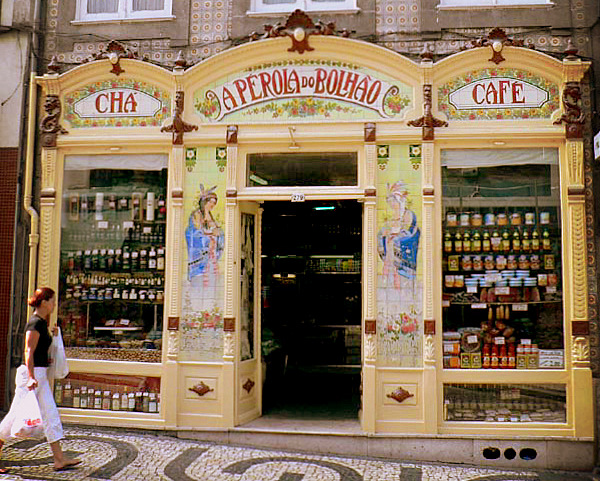
A Perola do Bolhão, épicerie emblématique de la ville.
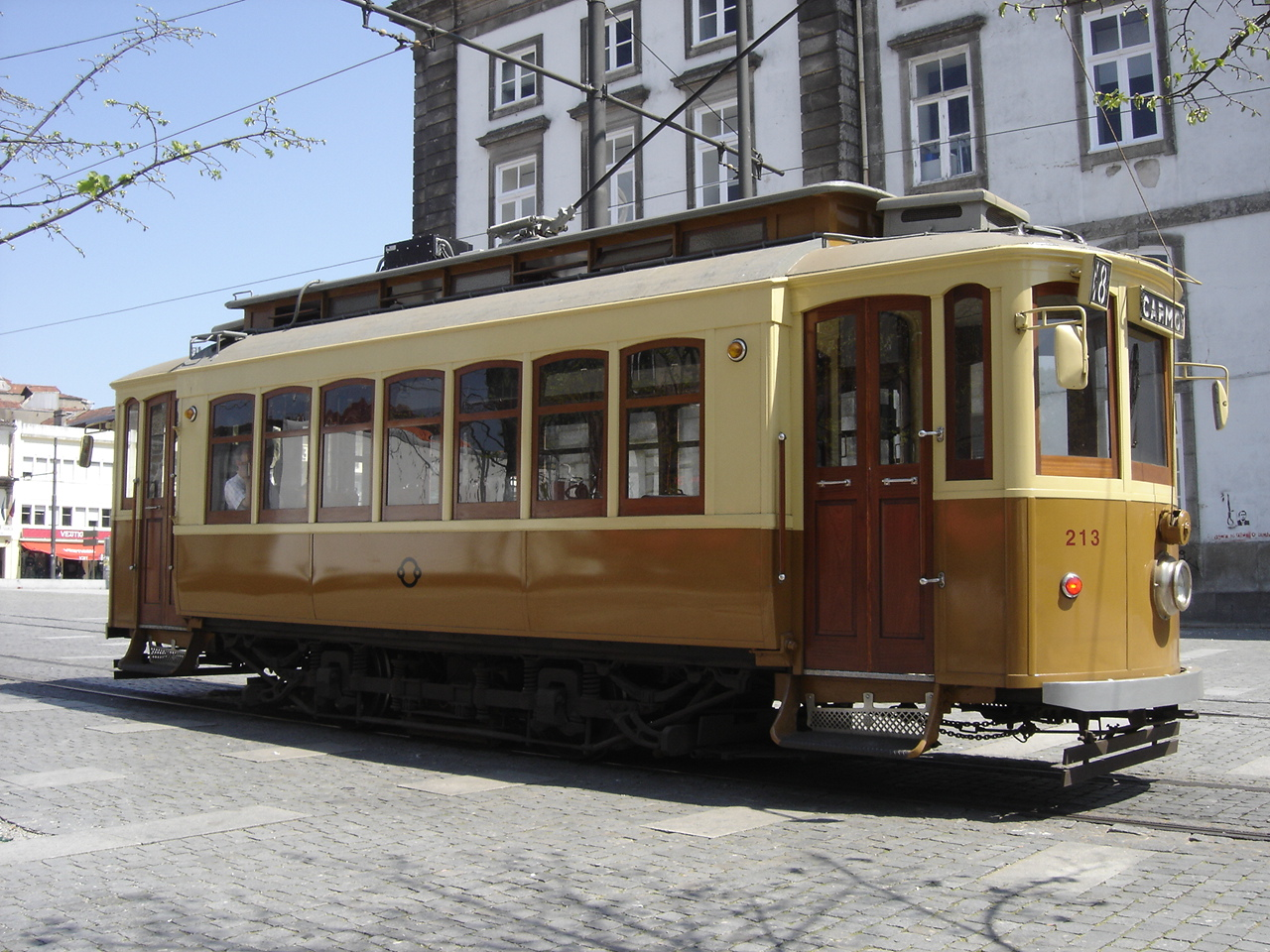
Tramway de Porto.
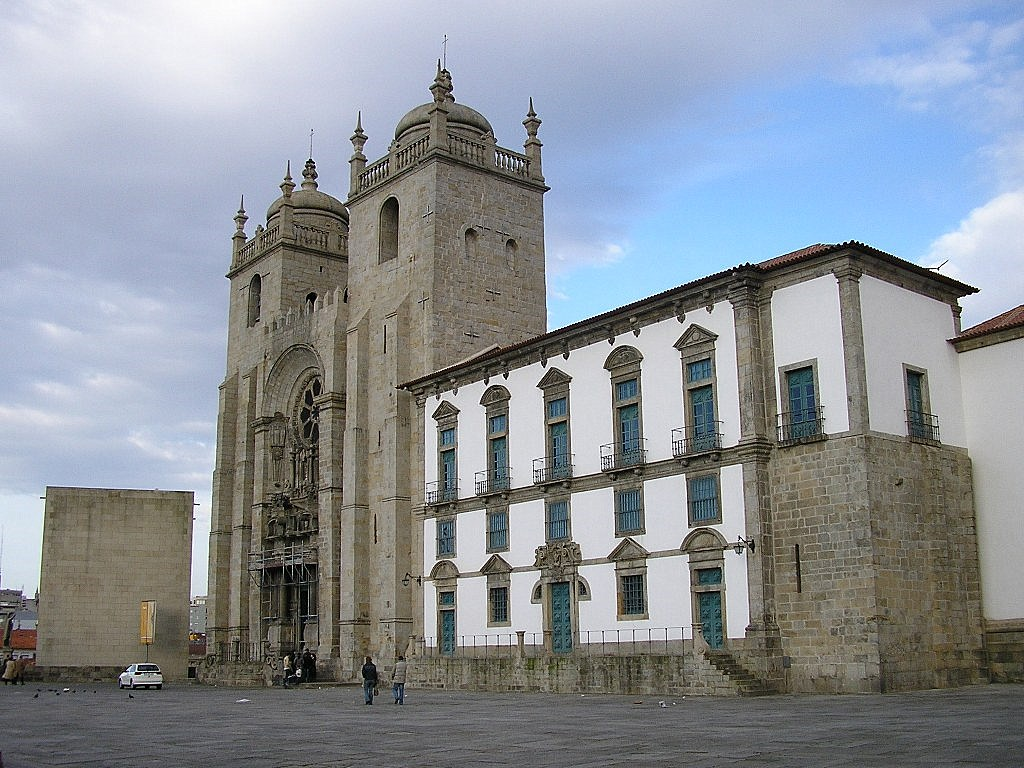
Sé de Porto.
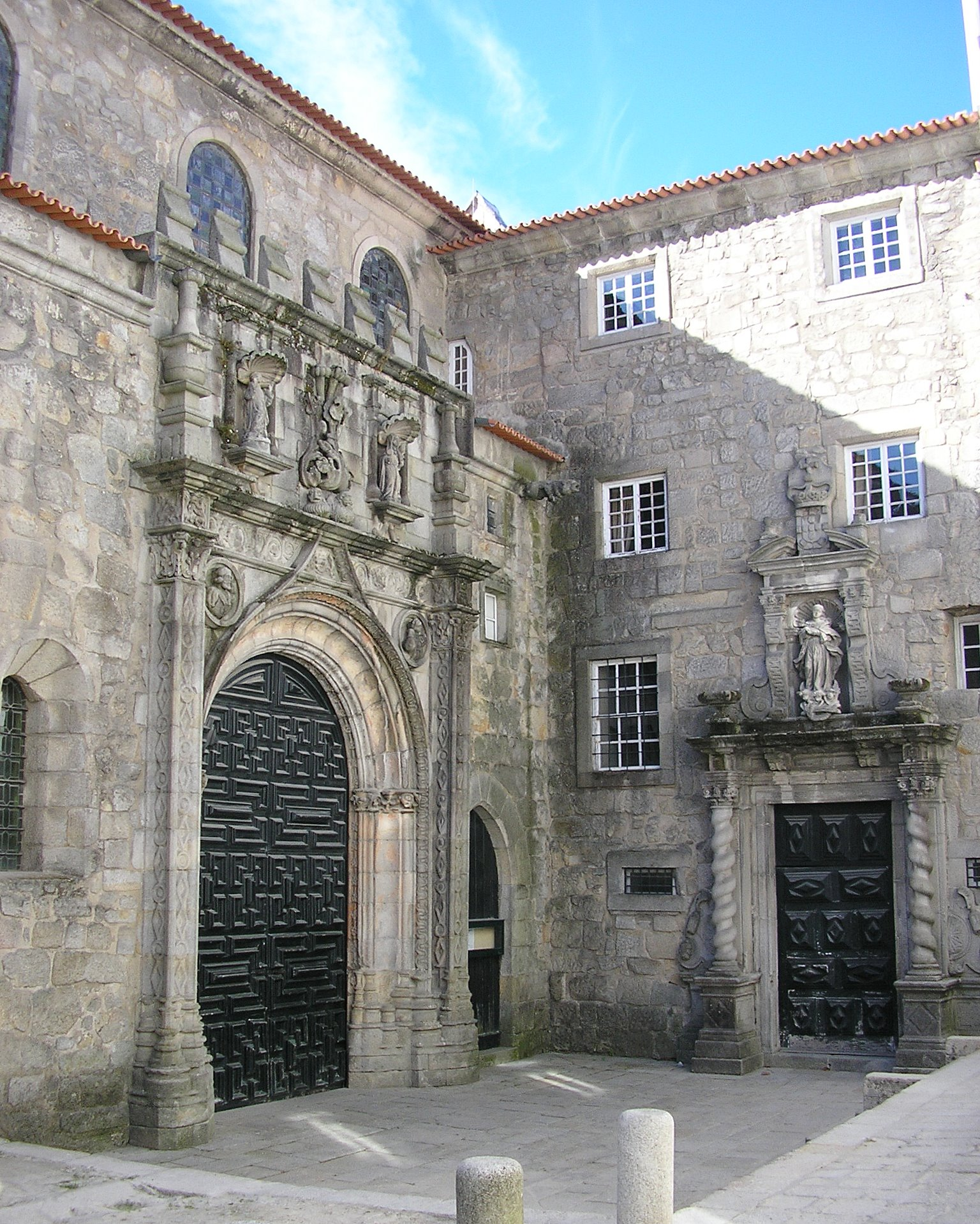
Église Santa Clara.
Vue depuis la Tour des Clercs.
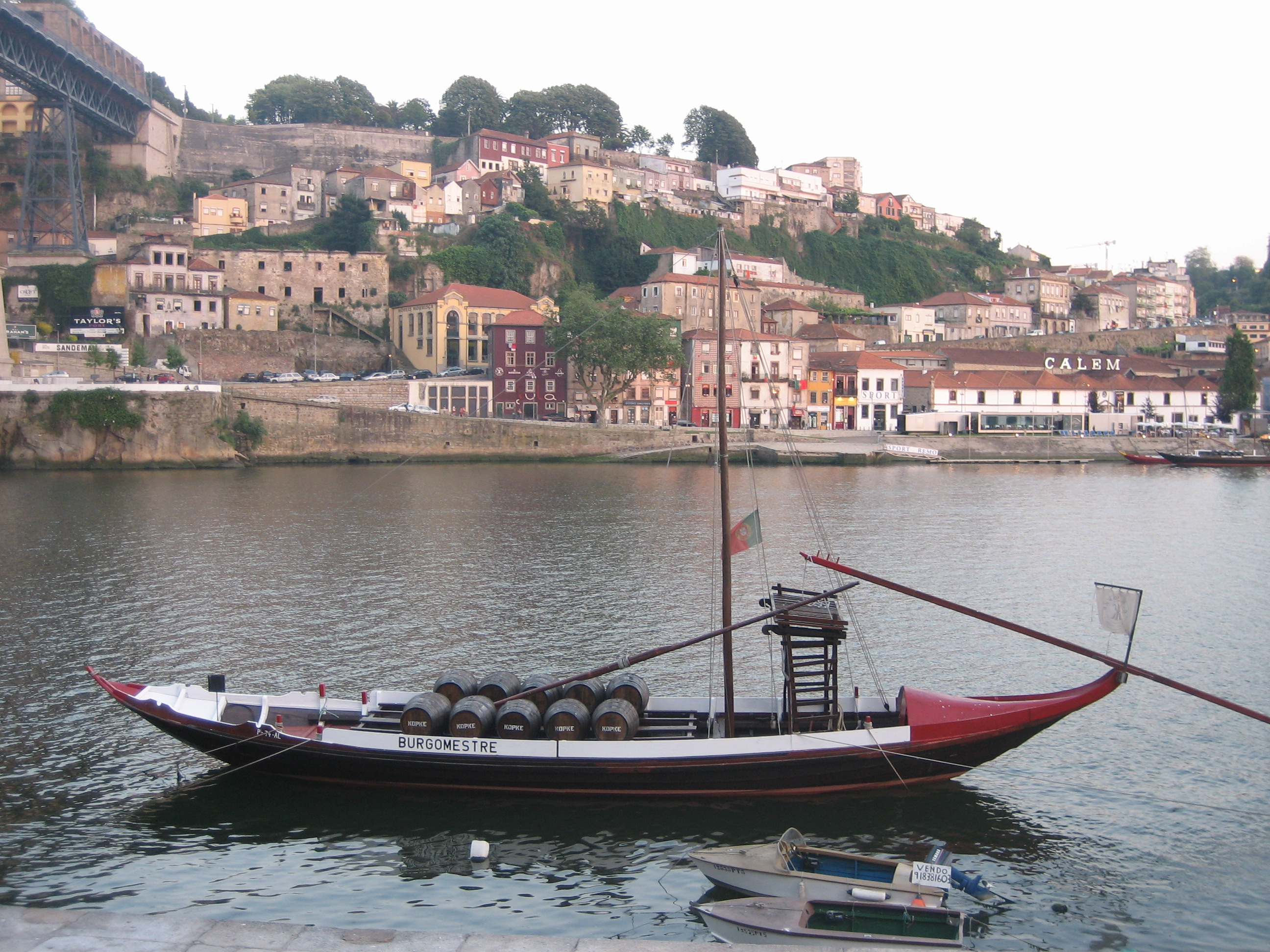
Bateau sur le fleuve Douro à Porto
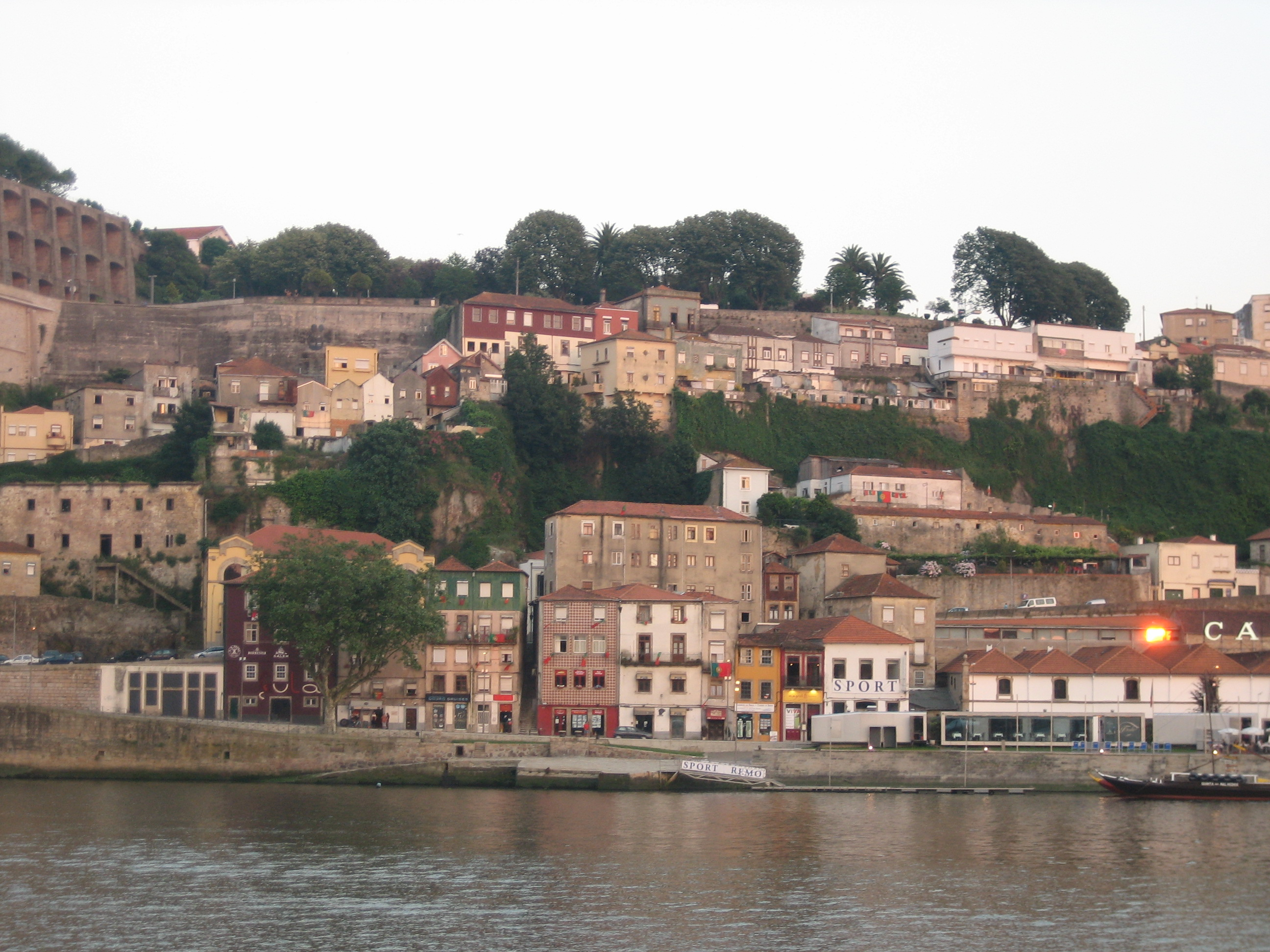
Le fleuve Douro à Porto